# Rechtsterrorismus

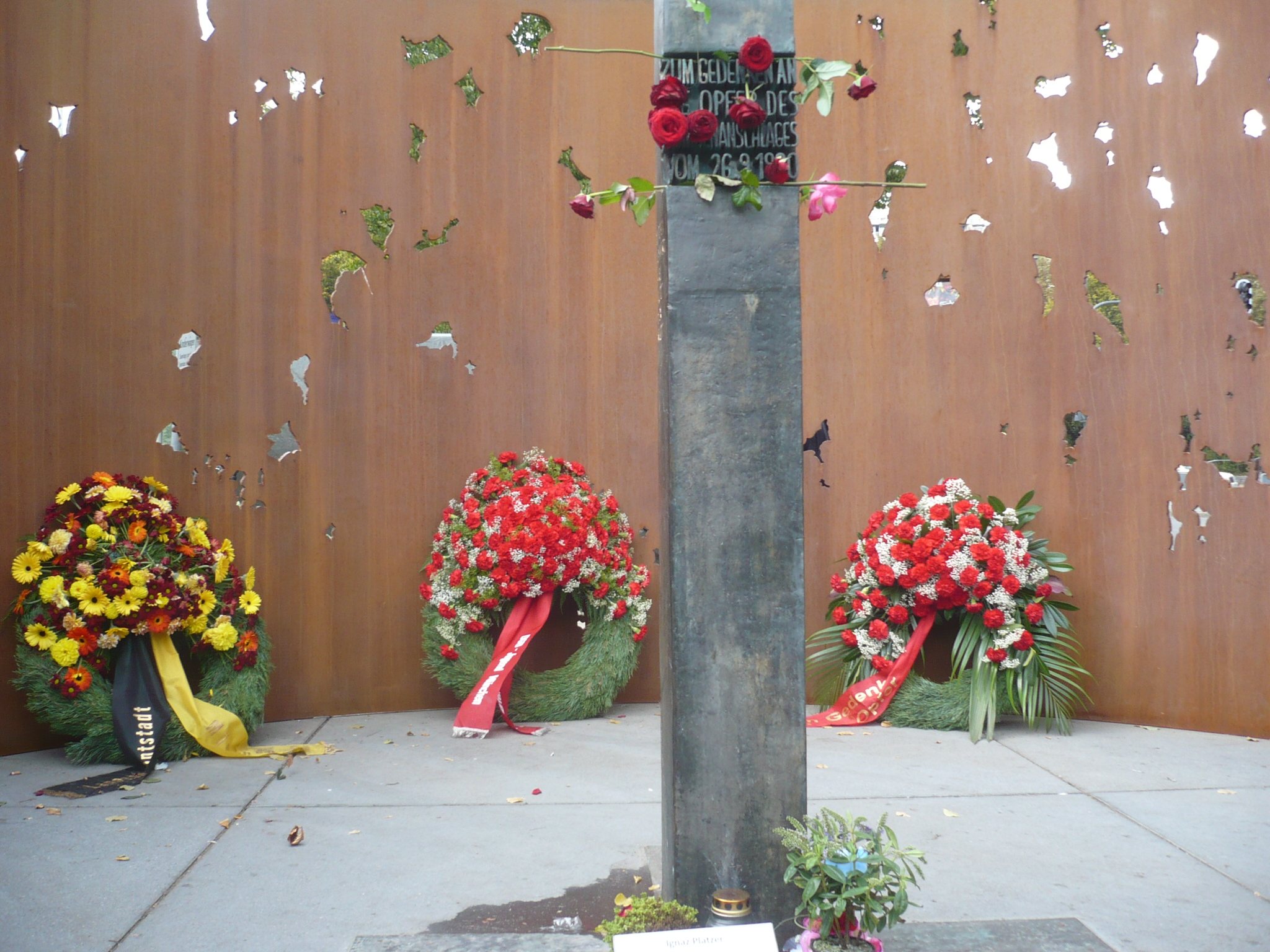
Denkmal (2008) für 13 Todesopfer des Oktoberfestattentats von 1980

Als Rechtsterrorismus wird jener Teil des Rechtsextremismus bezeichnet, der zur Verwirklichung rechtsextremer Ziele Angriffe, Anschläge, Morde oder andere Formen von terroristischer Gewalt gegen bestimmte, ideologisch markierte Opfergruppen und Gebäude einsetzt und dabei vor allem auf breite psychische, politische und gesellschaftliche Wirkungen („Terror“) abzielt.

## Definition und Merkmale
Der Extremismusforscher Armin Pfahl-Traughber definiert Rechtsterrorismus als „jenen Teilbereich des ‚Terrorismus‘, der im Namen ethnischer Identität, Reinheit und Überlegenheit Gewalthandlungen von Anschlägen gegen Einrichtungen bis zu Morden an Menschen begeht“. Dabei richtet sich rechtsterroristische Gewalt meist direkt gegen Angehörige und Gebäude ethnischer und religiöser Minderheiten, indirekt aber auch gegen die etablierte politische Ordnung und den Staat, der eben diese Minderheiten zu schützen hat. Wie der Terrorismusforscher Daniel Koehler feststellt, besteht der weitaus größte Teil rechter Terrorgewalt aus direkten, oft auch ungeplanten Angriffen auf ausgewählte Gegner, die die Täter als Angehörige bestimmter Minderheiten wahrnehmen. Die am häufigsten angegriffenen Zielgruppen sind Migranten, Muslime, Juden, Homosexuelle, Linke und Regierungsvertreter, etwa Polizisten, selten wahllose Menschenmengen.
Rechtsterroristen, so Wilhelm Heitmeyer und Peter Waldmann, wählen ihre Opfer als Angehörige markierter Gruppen oder als Vertreter des verhassten „Systems“ von Staat und Gesellschaft stets aufgrund der Ideologie der Ungleichwertigkeit aus, die allen Rechtsextremismus kennzeichnet. Im Unterschied zu anderen politisch motivierten Morden sollen rechtsterroristische Vernichtungstaten Angst auslösen und Gegenreaktionen provozieren, etwa einen Bürgerkrieg, den Staat destabilisieren und als schutzlos vorführen, Nachahmungstäter anregen und ermutigen. Dabei geht es den Tätern besonders um die gesellschaftlichen Folgen, nicht um die isolierte Tat selbst. Rechtsterrorismus ist demnach eine „Kommunikationsstrategie“, die zum einen allgemeine Unsicherheit und Schrecken, zum anderen Sympathie und Unterstützung in rechtsradikalen Milieus erzeugen soll. Die Taten sind Teil eines gesamtgesellschaftlichen Interaktionsgeflechts und eines Eskalationskontinuums, in dem gruppenbezogene Menschenfeindlichkeit in erheblichen Bevölkerungsteilen, politisch organisierter autoritärer Nationalradikalismus und die Argumentationsfiguren und Verschwörungsideologien klandestiner (verborgener) Gruppen zusammenwirken. Rechtsterroristen sind immer eingebettet in reale und virtuelle Bezugsgruppen oder Netzwerke.
Im scheinbaren Widerspruch dazu werden rechtsextreme Terrorakte meist von kleinen Zellen oder Einzelpersonen („einsamen Wölfen“) und nur selten mit Bekennerschreiben, „Manifesten“ und politischen Erklärungen verübt. Opfer und politische Ziele lassen sich daher kaum unterscheiden. In der öffentlichen Wahrnehmung wurde rechter Terror daher mit reinen Hassverbrechen gleichgesetzt. Jedoch erzeugen auch bekenntnislose Taten kalkulierte Angst und Unsicherheit in den Zielgruppen und sind selbsterklärend, etwa als Bombenanschlag auf eine Synagoge oder Mordserie an Migranten mit derselben Tatwaffe, die signalisiert, jeder Migrant könne jederzeit das nächste Opfer sein. Solche Taten erfüllen die Rache- und Machtbedürfnisse der eigenen Anhänger, fördern ihre Identifikation mit unbekannten Tätern und stärken einen Mythos der Unbesiegbarkeit der eigenen Bewegung. Zudem soll die erzeugte Angst den Wunsch nach „Recht und Ordnung“ verstärken, die rechtsextreme Parteien versprechen. Tatbekenntnisse würden diese Wirkung aufheben.
Gewalt ist Wesenskern aller rechtsextremen Ideologien, nicht nur Mittel für politische Zwecke, und hat für Rechtsextreme im „Existenzkampf der arischen Rasse“ spirituellen und zeitlosen Wert: Sie trennt nach ihrer Auffassung die „Schwachen“ von den „Starken“ und stellt als treibende Kraft der „natürlichen Ordnung“ die Herrschaft der „überlegenen“ über die „minderwertigen“ Rassen her. Rechtsextreme definieren die eigene Identität durch die Vernichtung des festgelegten Feindes und legitimieren dies als bewaffnete Selbstverteidigung gegen eine „Bedrohung“ durch „Fremde“. Wer solche Gewalt ablehnt, gehört für sie automatisch zur Feindgruppe; wer sie bejaht, braucht keine weitere Erklärung. Da der vernichtende, Freund und Feind trennende Gewaltzweck auch mit wenig Vorbereitung erreicht werden kann, lassen sich bei Rechtsextremen spontane Gewaltakte Einzelner und strategisch geplante Terrorakte von Gruppen kaum streng unterscheiden. Beide sind höchster Ausdruck der rechtsextremen Ideologie selbst. Terrorgewalt bedeutet für Rechtsextreme persönliche Selbstbefreiung und höchste ideologische Freiheit gegenüber dem Feind, da sie ihn wie in einem Krieg vernichtet und zugleich die Macht der eigenen Bewegung demonstriert.
In der bundesdeutschen Rechtsprechung wurde rechtsextremer Terror als von mindestens drei Personen gemeinsam geplante Gewalt mit politischen Zielen definiert. Viele dieser Taten sind jedoch häufig kaum oder gar nicht geplant und organisiert, zielen aber dennoch auf Terrorwirkungen ab. Solche Terrorgewalt beginnt bei Volksverhetzung mit gezielten Gewaltandrohungen und reicht von situationsbedingten, ungeplanten Körperverletzungen und Tötungsdelikten über Pogrom-artige, vorbereitete Brandanschläge bis zu geplanten Bombenanschlägen und Massenmorden. Auch spontane rechte Gewalttaten, etwa Brandanschläge auf Unterkünfte von Geflüchteten, sind „Botschaftsverbrechen“, weil sie die konkreten Opfer stellvertretend für eine größere Gruppe angreifen, die im rechtsextremen Feindbild als minderwertig markiert ist, Angehörige derselben Gruppe einschüchtern und ein Klima der Angst in der Gesellschaft bewirken. Wenn solche Taten vorbereitet sind (oft konspirativ), einen Symbolcharakter haben, den Tod von Menschen beabsichtigen oder in Kauf nehmen und dabei nicht nur die konkreten Opfer, sondern vor allem eine indirekt beeinflusste Zielgruppe anvisieren, dann sind sie laut dem Sozialwissenschaftler Jan Schedler rechtsterroristisch.
Obwohl viele Staatsregierungen Linksterrorismus, Islamismus und Separatismus für gefährlicher halten, entwickelten gerade Rechtsterroristen die detaillierte Strategie „Führerloser Widerstand“. Diese erwies sich gegenüber westlichen Sicherheitsapparaten als sehr wirksam, da bekenntnislose Taten von Einzeltätern oder Kleingruppen kaum von gewöhnlichen Verbrechen unterscheidbar sind, aber dennoch Angst in der Opfergruppe erzeugen und die Ohnmacht des Staates vorführen. Zwar kennzeichnet die Propaganda der Tat Terrorismus allgemein, drückt aber besonders die rechtsextreme Ideologie in Reinform aus. So schuf auch niedrigschwelliger rechter Terror zeitweise Zonen der Angst, rechtsfreie Räume und Rückzugsräume für eigene Aktivitäten. Er vermeidet staatliche Überreaktionen, um langfristig die Legitimität der Regierung zu untergraben.

## Internationale Trends
Politikwissenschaftler versuchen seit etwa 1990, die verschiedenen Formen von Terrorismus statistisch zu erfassen. Das Institute for Economics & Peace (IEP) an der Universität Sydney erstellt auf der Basis der Global Terrorism Data Base der University of Maryland (USA) einen jährlichen Global Peace Index und einen Global Terrorism Index. Es registrierte von 2014 bis 2019 einen weltweiten Zuwachs rechtsextremer Terroranschläge um 320 %, besonders in Westeuropa, Nordamerika und Ozeanien. Auch die Todesopfer dieser Anschläge vervielfachten sich von 11 (2017) über 26 (2018) auf 77 Getötete bis Ende September 2019. Rechtsterroristen, vor allem nicht in Gruppen organisierte Einzelne mit breiter ideologischer Bindung, verübten im Westen die drei opferreichsten, politisch motivierten Terroranschläge der letzten zehn Jahre. Gleichwohl stellte Rechtsterrorismus weiterhin nur einen Bruchteil aller Terroranschläge weltweit, auch im Westen.
Im Anschluss an die globale Datei von Jacob Aasland Ravndal stellte das in London ansässige Centre for Analysis of the Radical Right (CARR) im Januar 2021 eine langfristige und exponentielle Zunahme rechtsterroristischer Anschläge in Westeuropa fest, zeitlich parallel zu wachsender Zustimmung zu rechtspopulistischen Parteien. Dabei wurden Anschläge durch Mitarbeiter von Staatsbehörden und Angriffe von „Mobs“ auf Flüchtlingsunterkünfte nicht mitgezählt. Der weitaus größte Anteil von insgesamt 876 Anschlägen seit 1990 richtete sich gegen Migranten (397), gefolgt von Linken (181), Muslimen (58), Juden (45), LGBTQ (30), Roma (25) und Aktivisten für Migranten (23). Die meisten dieser Anschläge erfolgten in Deutschland (mehr als 230), gefolgt von Italien, Großbritannien, Schweden und Griechenland. Die beiden letzteren Staaten verzeichneten die meisten Anschläge in Relation zur Gesamtbevölkerung, wobei Schweden Geflüchtete anfangs willkommen hieß, während Griechenland als erster Ankunftsstaat sie zunehmend ablehnte. In beiden Staaten ging die Terrorgewalt gegen Migranten von bestehenden Neonazigruppen aus, etwa Nordische Widerstandsbewegung und Golden Dawn. Auch in den früheren Achsenmächten Deutschland und Italien ging die Terrorgewalt trotz jahrzehntelanger Demokratieerziehung von jüngeren Gruppen aus, denen ältere Generationen nativistische und xenophobe Werte vermittelten. Die Zunahme des Rechtsterrorismus korrespondiert mit der Abnahme der Zustimmung zur Demokratie unter jüngeren Europäern. Zudem hat das Internet die Gefahr eines interkontinentalen, euro-amerikanischen Rechtsterrorismus vergrößert.

## Deutschland

### Weimarer Zeit und NS-Zeit
Am 15. Januar 1919 ermordeten antidemokratische Militärs die Sozialisten Rosa Luxemburg und Karl Liebknecht und beendeten so die Novemberrevolution 1918/19. Damit begann eine Serie rechtsterroristischer Fememorde in den ersten Jahren der Weimarer Republik. Bis Juni 1922 ermordeten nach präzisen Chroniken von Emil Julius Gumbel vor allem die Marinebrigade Ehrhardt und die daraus entstandene Organisation Consul 354 als politische Feinde betrachtete Menschen. Unter den Opfern waren auch die bekannten Politiker Kurt Eisner, Matthias Erzberger und Walter Rathenau sowie Leo Jogiches.
Die Morde wurden mit der antisemitischen Fassung der Dolchstoßlegende als Rache an „Volksverrätern“ für die Kriegsniederlage und die Novemberrevolution legitimiert. Viele Täter waren ehemalige Frontsoldaten aus 1919 aufgestellten Freikorps und beteiligten sich 1920 am Kapp-Putsch und 1923 am Hitlerputsch gegen die Weimarer Republik. Nach dem gescheiterten Kapp-Putsch sammelten sie sich im Stahlhelm, Bund der Frontsoldaten. Nach dem Verbot der Organisation Consul 1922 wurden sie Mitglieder im Bund Wiking und in der SA der NSDAP. Strafverfolgte Täter wurden durch ebenfalls rechtsradikale Justizvertreter oft gedeckt und allenfalls milde bestraft.
Die SA organisierte Straßenterror gegen politische Gegner, etwa in Arbeitervierteln, sowie antisemitische Krawalle wie den Kurfürstendamm-Krawall von 1931 und den Kurfürstendamm-Krawall von 1935. Ab 1933 diente der Straßenterror dem NS-Regime zur Durchsetzung seiner Diktatur und zur Legitimation der staatlichen Judenverfolgung. So überführte das NS-Regime die als „Volkszorn“ ausgegebenen Novemberpogrome 1938 direkt in staatlichen Terror, indem es zehntausende deutsche Juden in Konzentrationslagern internierte, per Gesetz entrechtete und enteignete. Vor allem die Schutzstaffel (SS), die Einsatzgruppen der Sicherheitspolizei und des SD und große Teile der Wehrmacht führten im Zweiten Weltkrieg die systematische Vernichtungs- und Völkermord-Politik des NS-Regimes durch (siehe Holocaust, Porajmos, Hungerplan, Verbrechen der Wehrmacht und andere).
In der Kriegsendphase gründete SS-Führer Heinrich Himmler die Organisation „Werwolf“, die Sabotage, Attentate und Anschläge gegen die alliierten Besatzungsmächte und mit ihnen zusammenarbeitende Deutsche durchführen sollte. An diese Form des Rechtsterrors schloss der spätere Neonazismus an.

### Bundesrepublik bis 1990
Nach der deutschen Kriegsniederlage versuchten frühere Nationalsozialisten bald, sich zu reorganisieren. Trotz der weiter geltenden alliierten Verbote nazistischer Organisationen bildeten sich in der Bundesrepublik von 1949 an rechtsextreme Parteien, Verlage und Gruppen, die der Staat anfangs duldete. Zudem nahmen bundesdeutsche Verwaltungs- und Sicherheitsbehörden viele ehemalige NSDAP-Mitglieder oder anderweitig vorbelastete Personen auf. Diese gelangten zeitweise bis in Führungsämter, etwa in der Organisation Gehlen und im Bundesamt für Verfassungsschutz (Hubert Schrübbers 1955–1972). Dies trug erheblich dazu bei, dass militante rechtsextreme Strukturen fortbestanden, von denen später Terrorgewalt ausging.
Einige Organisationen der 1950er Jahre knüpften direkt an den Nationalsozialismus an, lehnten die Demokratie offen ab, propagierten Holocaustleugnung und lieferten späteren Rechtsterroristen so den ideologischen Akzeptanzraum. Dazu gehörten die Hilfsgemeinschaft auf Gegenseitigkeit der Angehörigen der ehemaligen Waffen-SS (HIAG), die Organisation der ehemaligen SS-Angehörigen (ODESSA), die Ordensgemeinschaft der Ritterkreuzträger (OdR), die Stille Hilfe für Kriegsgefangene und Internierte und die Sozialistische Reichspartei (SRP). Sie wurde 1952 verboten, während die anderen Gruppen teilweise noch lange bestanden.
Der 1950 mit Bundesmitteln gegen die FDJ gegründete Bund Deutscher Jugend (BdJ) bildete die geheime Stay-behind-Organisation Technischer Dienst, der etwa 2000 Rechtsextreme angehörten. Sie wurden von der CIA im Partisanenkampf ausgebildet und führten „Todeslisten“ von Linken, die sie bei einer angenommenen sowjetischen Invasion oder politischen Unruhen ermorden wollten. Während Bundesministerien die 1951 bekannt gewordene Gruppe verharmlosten, sahen damalige Medienberichte bei ihr ein antidemokratisches Terrorpotential analog zu den Weimarer Freikorps. Von westlichen Geheimdiensten finanziell gefördert wurde auch die 1948 gegründete Kampfgruppe gegen Unmenschlichkeit (KgU), der Altnazis und Personen mit Kontakten zum BdJ angehörten. Sie verübte Sabotageakte und Anschläge in der DDR.
Der von früheren Wehrmachtssoldaten 1951 erneut gegründete Verein Stahlhelm bildete Waffenlager und kooperierte eng mit der 1952 gegründeten Wiking-Jugend und weiteren Wehrsportgruppen, in denen spätere Rechtsterroristen paramilitärisch ausgebildet und ideologisch radikalisiert wurden. Als militante rechtsextreme Gruppe mit Terrorpotential galt auch der Jugendbund Adler.
Die um 1968 gegründete Wehrsportgruppe Hengst gilt als erste rechtsterroristische Organisation in der Bundesrepublik. Ihr Gründer Bernd Hengst war 1963 in der DDR wegen Terrortaten verurteilt, in die Bundesrepublik abgeschoben worden und dort in die 1964 gegründete Nationaldemokratische Partei Deutschlands (NPD) eingetreten. 1968 griff er ein Büro der DKP mit Gewehrschüssen an. Nach seiner Festnahme 1971 fand die Polizei in seinem Pkw Maschinengewehre und Sprengstoff, in seinem Haus ausgefeilte Pläne seiner Gruppe für Banküberfälle und Anschläge auf SPD-Politiker, die Deutsche Bundesbahn und Munitionsdepots der Bundeswehr. Zu den 18 Mitgliedern gehörte auch ein Mitarbeiter beim Bundesministerium der Verteidigung.
Josef Bachmann übte Schießen mit einem NPD-Mitglied und traf sich mehrmals mit Neonazis in Peine, die später eine rechtsterroristische Gruppe formten. Am 11. April 1968 fuhr er allein mit einem Revolver nach West-Berlin, schoss auf offener Straße auf den linken Studentenführer Rudi Dutschke und verletzte ihn lebensgefährlich. Bei sich trug er eine rechtsextreme Zeitung mit einem Porträt Dutschkes und dem Aufruf, diesen zu stoppen.
Bei der Bundestagswahl 1969 verpasste die NPD knapp den Einzug in den Bundestag. Von da an bekämpfte das ganze bundesdeutsche rechtsextreme Lager die Ostpolitik des neuen Bundeskanzlers Willy Brandt, besonders die Anerkennung der Oder-Neiße-Grenze und der zwei deutschen Staaten. Die von der NPD organisierte Aktion Widerstand sollte diese Ablehnung bündeln. Ihre Anhänger riefen bei Aufmärschen mit Parolen wie „Brandt an die Wand“ zum Mord an „Verrätern an Volk und Nation“ auf. Sie riefen auch „Fegt ihn weg, den roten Dreck“, „Schlagt die Roten tot“, sangen die erste Strophe des Deutschlandliedes und hoben den rechten Arm zum „neuen deutschen Gruß“. Dies werteten damalige Presseberichte als „rechten Terror“ und Angriff auf die Demokratie.
1969 gründeten zwei NPD-Mitglieder die streng hierarchisch gegliederte, 30 bis 35 Mann starke Europäische Befreiungsfront (EBF). Diese plante einen Angriff auf das Erfurter Gipfeltreffen (März 1970) zwischen Willy Brandt und dem DDR-Ministerratsvorsitzenden Willi Stoph. Der Anschlag wurde vereitelt, dabei wurden 14 EBF-Mitglieder festgenommen. Der EBF-Angehörige Ekkehard Weil schoss im November 1970 auf einen sowjetischen Soldaten. Er konnte fliehen und beging später weitere Terroranschläge, etwa auf ein Büro der SED (1979) und jüdische Läden und Wohnungen (1982). Später legte er Waffen- und Sprengstofflager an und blieb auch nach seiner Haft (2000–2005) gewaltbereit.
Friedhelm Busse (NPD), ein Mitgründer der „Aktion Widerstand“, gründete 1971 als deren Nachfolgeorganisation die „Partei der Arbeit“, die sich 1975 in Volkssozialistische Bewegung Deutschlands / Partei der Arbeit (VSBD/PdA) umbenannte. Dieses bundesweite Netzwerk sammelte militante Neonazis und aktive Terroristen, vermittelte ihnen Geld, Training, Ausrüstung und Kontakte, auch zu französischen und belgischen Gruppen. Aus der VSBD/PdA kam die Terrorgruppe „Kommando Omega“, zu der Frank Schubert, Klaus-Ludwig Uhl und andere gehörten.
Die 1972 gegründete Nationalsozialistische Kampfgruppe Großdeutschland (NSKG) wollte Adolf Hitlers letzten Willen erfüllen, bestand aber nur sieben Monate. Zu ihren 25 Mitgliedern gehörten drei Bundeswehrsoldaten. Über Gary Lauck hatten sie Kontakte zur US-amerikanischen Neonaziszene und zu palästinensischen Terroristen. Die Polizei enttarnte die NSKG rechtzeitig, bevor diese ihre geplanten Bombenanschläge und Entführungen ausführen konnte.
Der Rechtsextremist Udo Albrecht war 1970 Mitglied der PLO geworden und vermittelte ihr Kontakt zu zwei deutschen Neonazis. Diese halfen der palästinensischen Terrorgruppe Schwarzer September mit Waffen und Transportdiensten, das Münchner Olympia-Attentat von 1972 auszuführen. Albrecht gründete seinerseits nach dem PLO-Vorbild die „Volksbefreiungsfront Deutschland“ und die „Wehrsportgruppe Ruhrgebiet“, legte Waffenlager an und bereitete Terroranschläge vor.
1973 gründete der frühere „Stahlhelm“-Aktivist Karl-Heinz Hoffmann die streng hierarchisch gegliederte, bundesweit organisierte Wehrsportgruppe Hoffmann (WSG). Durch sie wurden die Führer fast aller späteren militanten Neonazigruppen sozialisiert und ideologisch geprägt. Frühere WSG-Mitglieder verübten später eine Reihe von Morden, Bomben- und Brandanschlägen. Die mehr als 400 WSG-Mitglieder trainierten Guerilla-Kriegsführung, waren militärisch ausgerüstet und kamen so einer aktiven Aufstandsbewegung nahe. Nach dem Verbot der WSG im Januar 1980 konnte Hoffmann durch Kontakte zur Fatah im Libanon die 15-köpfige „WSG Ausland“ bilden. Diese plante unter anderem Angriffe auf Grenzkontrollpunkte Israels und US-amerikanische Ölraffinerien. Hoffmanns Kontakt zur Fatah und den Verkauf gebrauchter Bundeswehrfahrzeuge an die PLO vermittelte Udo Albrecht.
Im Dezember 1973 sammelte der ehemalige Polizeischüler Hans-Joachim Neumann versprengte gewaltbereite Neonazis in Hamburg, Niedersachsen und Rheinland-Pfalz und rief in einem Pamphlet („Das Vierte Reich“) dazu auf, den „Volkskörper als Ganzes […] notfalls mit der Waffe zu schützen“. Die Neumann-Gruppe verübte einen Brandanschlag auf eine linke Buchhandlung in Göttingen und schändete jüdische Friedhöfe.
1976 verübte der Bundeswehrgefreite und WSG-Anhänger Dieter Epplen einen Bombenanschlag auf den Soldatensender American Forces Network (AFN) in München und verletzte sich selbst dabei schwer, weil die Bombe zu früh explodierte. 1977 entstand die Gruppe Ludwig, deren Mitglieder Wolfgang Abel und Marco Furlan bis 1984 mit Brandanschlägen und Morden 15 Menschen töteten, vor allem Homosexuelle, Prostituierte und als Pädophile verdächtigte katholische Priester in Italien. Bei einem Brandanschlag der Gruppe auf ein Kino in Mailand im Mai 1983 starben sechs Besucher. Die Gruppe versandte oft Bekennerschreiben, die einen Adler mit Hakenkreuz und die Parole „Gott mit uns“ im Titel trugen. Nach ihrem letzten Brandanschlag auf eine Diskothek in München am 7. Januar 1984 starb die 20-jährige Barfrau Corinna Tatarotti an den erlittenen schweren Verbrennungen.
Von 1977 bis 1982, besonders im Jahr 1980, erreichte der bundesdeutsche Rechtsterrorismus nach Menge und Opferzahl der verübten Anschläge einen Höchststand. 1977 gründete Michael Kühnen die bundesweit gegliederte Aktionsfront Nationaler Sozialisten/Nationale Aktivisten (ANS/NA), die mehr als 300 Mitglieder hatte. Aus ihr entstand die Wehrsportgruppe Rohwer, deren Mitglieder bis 1978 drei Raubüberfälle und vier Anschläge auf deutsche und niederländische Militärstützpunkte verübten. Sie planten zudem, den Hitler-Stellvertreter Rudolf Heß aus dem Gefängnis zu befreien. Einige Beteiligte wurden 1979 im stark beachteten Bückeburger Prozess als Terroristen verurteilt. Damit stufte ein bundesdeutsches Gericht eine Neonazigruppe erstmals als Terrorvereinigung ein. Kühnens Mitgliedschaft konnte nicht bewiesen werden; er wurde wegen Volksverhetzung verurteilt. 1977 entstand auch die Gruppe Otte, die Strafprozesse gegen Neonazis durch Anschläge auf bundesdeutsche Gerichte verhindern oder stören wollte. Sie verübte zwei Bombenanschläge, ein dritter wurde vereitelt. 1981 wurden alle Mitglieder zu Haftstrafen verurteilt. 1983 wurde die ANS verboten.
Im Juli 1977 verübte die „Wehrsportgruppe Stahle und Albaxen“ einen Anschlag auf eine Gaststätte in Holzminden. Die Mitglieder übten jahrelang offen auf einem selbstgebauten Schießstand, kündigten in Flugblättern einen „Tag der Rache“ an und waren in der Region bekannt. Im Januar 1979 entdeckte die Polizei zufällig bei einer Razzia ein großes Lager mit Sprengstoff, Maschinenpistolen, Wehrmachtskampfanzügen und NS-Propaganda der Gruppe, die sich nun „Nationalsozialistische Kampfgruppe Ostwestfalen“ nannte.
Der Diplomchemiker Peter Naumann galt als „Bombenhirn“ der NPD. 1978 beging er einen Bombenanschlag auf die Gedenkstätte für das NS-Massaker in den Ardeatinischen Höhlen und plante mit Heinz Lembke, der umfangreiche Waffendepots anlegte, weitere Anschläge auf Sendemasten. Ende 1979 sprengte Naumann in Nottuln und Koblenz zwei Sendemasten, um die laufende Ausstrahlung des Fernsehfilms Holocaust – Die Geschichte der Familie Weiss in der Region zu verhindern. 1981 plante er mit Odfried Hepp und Walter Kexel, den NS-Verbrecher Rudolf Heß aus der Haft zu befreien. Der Plan scheiterte an internen Konflikten. 1988 wurde Naumann wegen der Anschläge und Bildung einer terroristischen Vereinigung zu viereinhalb Jahren Haft verurteilt, kam aber schon 1990 mit Hilfe der Hilfsorganisation für nationale politische Gefangene und deren Angehörige (HNG) wieder frei. Er blieb im gewaltbereiten Neonazismus aktiv.
1980 gründete Manfred Roeder sogenannte Deutsche Aktionsgruppen (DA), die trotz früher Festnahme Roeders fünf Bombenanschläge und zwei Brandanschläge gegen Regierungsgebäude, Schulen und Flüchtlingsunterkünfte verüben konnten. Beim letzten davon, dem Mordanschlag von Hamburg-Billbrook, starben zwei Vietnamesen. Die DA besaßen riesige Mengen an Sprengstoff, Waffen und Munition. Sie planten damit unter anderem die Befreiung von Rudolf Heß und strebten die Vertreibung aller Ausländer und der US-Soldaten aus der Bundesrepublik an. Die Gruppe wurde 1980 als terroristische Vereinigung verboten und aufgelöst. Roeder pflegte intensive Kontakte zu ausländischen Terrorgruppen wie dem Ku Klux Klan (KKK). Er wurde zu 13 Jahren Haft verurteilt, aber 1990 vorzeitig freigelassen und blieb danach im gewaltbereiten Neonazismus aktiv.
Das frühere WSG-Mitglied Gundolf Köhler verübte am 26. September 1980 das Oktoberfestattentat. Es war mit 13 Toten und 221 Verletzten der bisher schwerste Terroranschlag der bundesdeutschen Geschichte. Die Bundesanwaltschaft ordnete es als Einzeltat ohne Terrorabsichten ein und korrigierte diese Fehleinschätzung erst 2020. Am 19. Dezember 1980 ermordete der Vizechef der WSG Uwe Behrendt das Paar Shlomo Levin und Frida Poeschke in Erlangen, wahrscheinlich angestiftet durch Karl-Heinz Hoffmann.
Im Dezember 1980 wurde Frank Schubert (VSBD-PdA) wegen Waffenschmuggel an einem Schweizer Grenzübergang gestoppt, versuchte zu fliehen und erschoss dabei zwei Polizisten. Im Oktober 1981 schossen fünf VSBD/PdA-Mitglieder bei einem versuchten Bankraub in München auf Polizisten und zündeten Handgranaten, um ihrer Festnahme zu entgehen. Zwei von ihnen wurden von der Polizei erschossen. 1982 wurden vier weitere VSBD/PdA-Mitglieder nach Banküberfällen in Belgien festgenommen und an bundesdeutsche Behörden überstellt. Das „Kommando Omega“ beging zwei Banküberfälle in Frankreich; beim zweiten wurden zwei Mitglieder von der Polizei erschossen. Friedhelm Busse wurde 1983 als Mitwisser des Bankraubs zu 45 Monaten Haft verurteilt. Auch die übrigen Beteiligten wurden angeklagt; die VSBD/PdA wurde als terroristische Vereinigung verboten. Bald darauf bildeten frühere VSBD/PdA-Mitglieder in München die Gruppe „Nationale Front/Bund Sozialrevolutionärer Nationalisten“ (NF/BSN), die sich 1984 in Nationalistische Front (NF) umbenannte und ab 1985 als bundesweite Partei antrat. Sie hatte keinen Erfolg, regte aber einige Einzeltäter zu Terroranschlägen an, darunter Josef Saller: Er verübte im Dezember 1988 in Schwandorf einen Brandanschlag auf ein Haus, durch den drei türkische Frauen und ein Deutscher starben.
Gary Laucks NSDAP-Aufbauorganisation (NSDAP/AO) versuchte 1982 mit riesigen Mengen Propagandamaterial von den USA aus, mit der Parole „Freiheitskampf um Deutschland“ ein militantes Netz autonomer Neonazizellen in der Bundesrepublik aufzubauen, die sich eindeutig zu Adolf Hitler und zum Nationalsozialismus bekannten und auch gewaltsam für eine Wiederzulassung der NSDAP kämpften. Am 24. Juni 1982 erschoss Helmut Oxner in einer Nürnberger Diskothek zwei Afroamerikaner und einen Ägypter und verletzte drei weitere Besucher schwer. Auf der Straße rief er „Es lebe der Nationalsozialismus!“, lieferte sich eine Schießerei mit Polizisten und tötete sich dann selbst. In seiner Umhängetasche fanden sich 200 Schuss Munition, Aufkleber und Flugblätter der NSDAP/AO mit antisemitischen Terroraufrufen.
Odfried Hepp war in der „WSG-Ausland“ paramilitärisch ausgebildet worden und gründete nach deren Auflösung 1982 mit dem VSBD/PdA-Mitglied Walter Kexel und vier weiteren Neonazis die Hepp-Kexel-Gruppe. Ideologisch grenzte Hepp die Gruppe vom „Hitlerismus“ ab und bezog sich auf den „linken“ Flügel der NSDAP um die Brüder Otto Strasser und Gregor Strasser. Die Gruppe überfiel zunächst Banken zur Finanzierung ihrer Terrorpläne und verübte dann Anschläge auf US-amerikanische Kasernen in Frankfurt am Main, Darmstadt, Butzbach und Gießen. Diese wurden trotz fehlender Bekennerschreiben zunächst Linksterroristen zugeordnet. 1983 wurden fünf Mitglieder der Hepp-Kexel-Gruppe festgenommen und später zu hohen Haftstrafen verurteilt. Ihre Anschläge waren auch rassistisch motiviert und galten vor allem Afroamerikanern unter den angegriffenen US-Soldaten. Die Gruppe war zeitweise eine der meistgesuchten Terrorgruppen in der Bundesrepublik. Ihr Gründer Odfried Hepp entpuppte sich später als Doppelagent.
Das BfV registrierte rechtsextremen Terror Jahrzehnte lang gar nicht. Sein Jahresbericht für 1972 erwähnte ihn erstmals mit Terror allgemein. Bis 1978 umfassten die Jahresberichte höchstens eine Seite, danach höchstens fünf Seiten über Gewalttaten von Neonazis, obwohl deren Zahl und Opfer bis 1985 enorm zunahm. Das BfV sah den ständigen Anstieg zwar als besorgniserregend, nicht aber als Gefahr für die freiheitlich demokratische Grundordnung. Ab 1983 definierte es rechtsextremen Terror gemäß § 129a StGB als organisierte Gruppentat. Ab 1984 ordnete es rechtsextreme Gewalttaten nur bei vorhandenen Bekennerschreiben als Terror ein und bescheinigte rechtsterroristischen Gruppen fehlende „langfristige und durchdachte Planungen“. Bis 1990 beurteilte es ihre Taten als bloße Nachahmung oder Kopie linksextremer Terroranschläge ohne besondere Methoden, Strukturen und Ziele. Somit blieben spontane, bekenntnislose Terrortaten von rechts, lose Netzwerke und internationale Verbindungen unberücksichtigt. Viele Anschläge von Neonazis wurden wegen der engen strafrechtlichen Definition nicht als Gruppentaten eingestuft. Bis 1989 nannten die Berichte bei rechtsextremen Anschlägen allenfalls Einzeltäter, nicht die Gruppen, aus denen sie kamen. Bei Brandanschlägen gegen Häuser von Migranten wurden rassistische Tatmotive nur vermutet. Dass Rechtsextreme solche Opfergruppen nicht zufällig, sondern aus dem Kern ihrer Ideologie heraus auswählen, blendete der deutsche Verfassungsschutz lange Zeit aus.

### DDR
Seit etwa 1978 entstand nach westlichem Vorbild auch in der DDR eine Szene rechtsextremer Skinheads und Neonazigruppen. Sie wuchs nach staatlicher Zählung bis 1987 auf rund 800 Personen und 38 Gruppen an und trat auch mit Gewaltübergriffen hervor. Angegriffen wurden etwa vietnamesische Vertragsarbeiter, sowjetische Soldaten und Punks oder andere Linke, so 1987 bei einem Konzert in der Ost-Berliner Zionskirche. Nach einer unveröffentlichten DDR-Jugendstudie von 1988 stimmten damals 44 % der Schüler, 67 % der Lehrlinge in der DDR der NPD-Parole „Deutschland den Deutschen“ zu, 12 % auch der Fortsetzung „Ausländer raus“. Offiziell bestritt die Staatsführung diese Tendenzen, da sie die DDR als Staat definierte, der Faschismus ausgerottet und unmöglich gemacht habe. Rechtsextreme Gewalttaten wurden zwar oft mit hohen Haftstrafen geahndet, aber als Taten von „Rowdys“ eingestuft und nicht aufgeklärt. In der Haft radikalisierten sich manche Täter zu Systemfeinden; von der Bundesregierung freigekaufte politische Häftlinge gingen dann öfter zu westdeutschen rechtsextremen Terrorgruppen. In der Wendezeit ab 1989 traten DDR-Neonazis offen auf, etwa bei den Leipziger Montagsdemonstrationen, und verteilten Propagandamaterial, das sie massenhaft von westdeutschen rechtsextremen Parteien erhielten.

### Seit 1990
Die Deutsche Wiedervereinigung 1990 war gefolgt von einem enormen Anstieg rechtsextremen Terrors in ganz Deutschland. Laut dem BfV stieg die Zahl gewaltbereiter Rechtsextremer bis Ende 2000 um 52 % auf 9.700, ihre Gewalttaten auf mehr als 1000 pro Jahr, ihre Tötungsdelikte auf mindestens 100. Die Täter wurden immer jünger und brutaler und enthemmter: Sie propagierten offen einen „Kampf um die Straße“ und griffen alle an, die nicht in ihr völkisch-rassistisches Weltbild passten: Ausländer, Aussiedler, Juden, Sinti, Roma, Behinderte, Homosexuelle, Linke, Gewerkschafter. Vorbereitete Brand- und Mordanschläge standen im Kontext einer verbreiteten Fremdenfeindlichkeit in der Bevölkerung. Sie geschahen während der Asyldebatte, in der vor allem CDU-Politiker „Ausländerhass“ zum Anlass zur Verschärfung des Asylrechts nahmen und die Parole „Deutschland ist kein Einwanderungsland“ vertraten. Die Terrorwelle begann 1991 mit den Ausschreitungen in Hoyerswerda gegen Flüchtlinge. 
Am 3. Oktober 1991, dem ersten Jahrestag der deutschen Einheit, steckten drei lokale Skinheads in Hünxe mit Molotowcocktails ein Asylbewerber-Heim in Brand und verletzten vier Kinder einer libanesischen Familie, zwei davon lebensgefährlich. Die Täter wollten nach dem „Vorbild“ von Hoyerswerda „ein Zeichen setzen“. 
Am 24. April 1992 tötete ein DVU-Anhänger den Vietnamesen Nguyễn Văn Tú mit einem Messerstich.
Am 9. Juli 1992 in Kemnat (Ostfildern) überfielen sieben Skinheads nach dem Anhören von Hitlerreden und Rechtsrock ein Arbeiterwohnheim, erschlugen den Kosovaren Sadri Berisha mit einem Baseballschläger und verletzten seinen Kollegen Sahit Elezay schwer. Sie wollten damit alle Migranten im Ort bedrohen. Auch viele Ortsbewohner lehnten eine Flüchtlingsunterkunft in Kemnat ab, die damals geplant wurde. Die Polizei schloss politische Mordmotive anfangs aus. Der Haupttäter wurde später zu lebenslanger Haft verurteilt; eine besondere Schwere seiner Schuld wurde festgestellt. Jedoch fehlt in Kemnat jedes Zeichen der Erinnerung an Tat, Opfer und politischen Kontext.
Es folgten die Ausschreitungen in Rostock-Lichtenhagen (22.–26. August 1992), der Mordanschlag von Mölln (23. November 1992; drei Tote), der Brandanschlag von Solingen (29. Mai 1993; fünf Tote) und der Lübecker Brandanschlag (18. Januar 1996; zehn Tote). Sie alle wurden als Brandanschläge von Neonazis der Umgegend verübt und richteten sich gegen Flüchtlingsunterkünfte oder Häuser türkischer Migranten. Sie wurden amtlich meist nicht als Terroranschläge eingestuft.
Parallel dazu mehrten sich Gewalt- und Terroraufrufe in der deutschen Neonaziszene, darunter der Aufruf des NPD-Hochschulbundes zu „national befreiten Zonen“ und Aufbau von „Bürgerwehren“ (1991), der Anti-Antifa-Aufruf von Christian Worch und Thomas Wulff zum Ausspähen und Bedrohen politischer Gegner (August 1992) und offene Mordaufrufe in Liedtexten des Rechtsrock. Direkt vor der Hetzjagd in Guben am 13. Februar 1999, die einen algerischen Geflüchteten in den Tod trieb, hatten die Täter Musik der Band Landser gehört.
Der NF-Führer Meinolf Schönborn schlug 1992 intern die Gründung von „Nationalen Einsatzkommandos“ vor, die die Bundesregierung, Justiz und alliierte Truppen angreifen sollten. Dabei kombinierte er Methoden der RAF und der Weimarer Freikorps. Darauf folgte eine zweitägige Welle von hunderten kleineren Anschlägen, die die bundesdeutsche Exekutive lahmlegen sollten. Eine Anklage gegen Schönborn wegen Bildung einer Terrorvereinigung wurde jedoch fallen gelassen, da ihm keine praktische Vorbereitung der Anschläge nachzuweisen war. Nach dem Verbot der NF 1992 setzte er seine Aktivitäten illegal fort, bis er 1996 inhaftiert wurde.
Ebenfalls 1992 rief die mehrteilige Schrift „Eine Bewegung in Waffen“ zur Bildung von „Werwolf“-Gruppen auf, die mit Terroranschlägen den Staat destabilisieren und einen „revolutionären Umsturz“ vorbereiten sollten. Die NSDAP/AO, die trotz ihres Verbots weiter aktive ANS und die Freiheitliche Deutsche Arbeiterpartei (FAP) verbreiteten den Aufruf. Im Juni 1993 versandte die NSDAP/AO auf Disketten ein „Handbuch für improvisierte Sprengtechnik“, das zum Herstellen von Sprengstoff und Bomben anleitete. 1994 deutete Christian Worch in den „Nachrichten der HNG“ eine „zweite Terrorfront“ an. 1995 sprachen Neonaziblätter von einer „Rechten Armee Fraktion“. 2001 rief Michael Krick von der „Sauerländer Aktionsfront“ dazu auf, Zellen für den „führerlosen Widerstand“ zu bilden und nach eigenem Ermessen gegen „Staatsschutz, Staatsanwälte und Richter“ und andere Feinde „unserer Rasse“ vorzugehen. Experten und Sicherheitsbehörden glaubten jedoch weiterhin nicht an den Aufbau rechtsterroristischer Strukturen in der Bundesrepublik.
Seitdem bildeten etliche deutsche Neonazis ansatzweise rechtsterroristische Gruppen, die tödliche Anschläge planten und verübten. Jens-Werner Klocke und weitere Mitglieder einer „Werwolf-Jagdeinheit Senftenberg“ erschossen 1991 einen Mann bei dem Versuch, dessen Pkw für einen Überfall zu stehlen. Von 1993 bis 1997 verübte Franz Fuchs zahlreiche Briefbombenanschläge, unter anderem gegen die schwarze Fernsehmoderatorin Arabella Kiesbauer. Seiner Gruppe namens „Bajuwarische Befreiungsarmee“ werden zudem vier Morde mit Sprengfallen an Roma im Jahr 1995 zugeordnet. Die früheren Mitglieder der Wiking-Jugend Ulrich und Andreas Theißen bildeten 1993 eine Wehrsportgruppe, die bis 1996 Sprengstoffdepots anlegte und Anschläge plante. Das taten auch die von 1996 bis 2001 bestehenden Skinheads Sächsische Schweiz. Ihre bis zu 120 Mitglieder verübten einige Überfälle. Die zweiköpfige „Kampfgruppe Schörner“ in Berlin plante einen Anschlag auf ein PDS-Mitglied. Eine 2000 in Brandenburg gegründete „Nationale Bewegung“ plante Brandanschläge gegen ausländische Imbissbesitzer. Die 2003 gegründete, 20- bis 30-köpfige Gruppe Combat 18 Pinneberg beging Körperverletzungen, Morddrohungen und Waffenhandel. Das elfköpfige Freikorps Havelland beging 2003 und 2004 zehn Brand- und Sprengstoffanschläge gegen Imbissbuden asiatischer oder türkischer Besitzer. Die zum „Freien Netz Süd“ gehörende „Jagdstaffel D.S.T.“ bot Neonazis von 2009 bis 2012 Waffentraining an.
Im Februar 1997 schoss Kay Diesner in Berlin mit einer Pumpgun auf einen linken Buchhändler. Auf der Flucht erschoss er vier Tage darauf einen Polizisten und verletzte einen weiteren schwer. Im Juni 2000 verübte der flüchtige Michael Berger drei Polizistenmorde von Dortmund und Waltrop.
Einige Sprengstoffanschläge unbekannter Täter werden wegen ihrer Ziele als rechtsterroristisch eingestuft, darunter zwei von 1998 auf das Grab von Heinz Galinski in Berlin. Weil er den Zentralrat der Juden in Deutschland geleitet und sich für die Erinnerungskultur zur Shoa eingesetzt hatte, war er in der rechtsextremen Szene als Feindbild markiert. Auch auf die Wehrmachtsausstellung verübten Unbekannte im März 1999 in Saarbrücken einen Bombenanschlag. Rechtsextreme betrachteten die Ausstellung als Beleidigung der Wehrmacht und hatten Angriffe darauf angekündigt.
Beim Sprengstoffanschlag in Düsseldorf am 27. Juli 2000 wurde im Bahnhof Wehrhahn eine Rohrbombe genau in dem Moment gezündet, als ein Zug mit jüdischen Aussiedlern aus der Gemeinschaft unabhängiger Staaten (GUS) eintraf. Zehn jüdische Passagiere wurden zum Teil lebensgefährlich verletzt, eine schwangere Frau verlor ihr ungeborenes Kind. Die Täter wurden in einer seit Jahren bekannten Neonaziszene vor Ort vermutet. Im Oktober 2000 rief die Bundesregierung wegen dieses antisemitischen Anschlags und weiterer zum „Aufstand der Anständigen“ auf. Im März 2002 verübten Unbekannte einen Rohrbombenanschlag auf den Jüdischen Friedhof in Berlin-Charlottenburg und richteten Sachschaden an. Der Anschlag gehörte zu einer Serie antisemitischer Angriffe auf Juden und jüdische Einrichtungen in Berlin.
Am 15. August 1999 in Kolbermoor (Bayern) verletzte ein vorbestrafter Rechtsextremer Carlos Fernando aus Mosambik mit Fußtritten gegen seinen Kopf so schwer, dass dieser sechs Wochen später starb. Der Täter bekannte sein Tatmotiv mit den Worten: „Die Drecksneger gehören alle totgeschlagen.“ Das Landgericht Traunstein verurteilte ihn wegen Körperverletzung zu zehn Jahren Haft, bestritt jedoch, dass Rassismus ausschlaggebend für den Mord war.
2003 gründeten Neonazis um Martin Wiese innerhalb ihrer Kameradschaft Süd die geheime „Schutzgruppe“. Sie plante einen Anschlag auf das Jüdische Zentrum München und die Gäste bei dessen Grundsteinlegung, der knapp verhindert wurde. Die Gruppe wurde als Terrorvereinigung verboten.
Am 7. Oktober 2003 in Overath erschoss der 45-jährige Rechtsextremist Thomas Adolf den Anwalt Hartmut Nickel, seine Frau und Tochter mit einer Pumpgun. Der Täter wollte sich für eine von Nickel durchgesetzte Räumungsklage rächen und rechtfertigte die Morde als notwendige „Maßnahme zur Gesundung des deutschen Volkes“ im Auftrag einer „SS-Division Götterdämmerung“. Er erhielt eine lebenslange Freiheitsstrafe mit anschließender Sicherungsverwahrung. Das Innenministerium Nordrhein-Westfalen stufte den Mord als unpolitisch, Rechtsextremismusforscher stufen ihn dagegen als rechtsterroristisch ein.
Von 2009 bis 2019 verübten Neonazis in Berlin-Neukölln eine Serie von Brandanschlägen. Die Berliner Behörden bestritten jahrelang ausreichende Indizien für eine Terrorvereinigung. Die Täter wurden trotz klarer Hinweise nicht ermittelt. Mehrere Polizeibeamte des Bezirks gaben Informationen an Rechtsextreme weiter. 2019 räumte Berlins Innensenator Andreas Geisel ein, dass die Anschläge rechtsterroristisch waren. Der Generalbundesanwalt lehnte die Übernahme der Ermittlungen jedoch ab.
Am 5. März 2010 warfen vier Neonazis der „Anti-Antifa Wetzlar“ einen Molotowcocktail auf das Wohnhaus einer Familie mit drei Kindern, deren Vater sich als evangelischer Christ gegen Rechtsextremismus engagierte. Die Täter erhielten im Februar 2011 wegen versuchten vierfachen heimtückischen Mordes und Brandstiftung lange Haftstrafen.

### NSU (1998 bis 2011)
Die rechtsextreme Terrorzelle Nationalsozialistischer Untergrund (NSU) agierte unerkannt von 1998 bis 2011, ermordete zehn Menschen und wurde nur durch Zufall enttarnt. Die deutschen Sicherheitsbehörden zogen bei ihren Straftaten nie ernsthaft rechtsextreme Täter in Betracht, weil sie Terrorzellen nur durch Bezüge zu bereits bekannten rechtsextremen Organisationen und Bekennerschreiben definierten und beides beim NSU fehlte. Die unzureichende behördliche Definition von rechtem Terror sowie rassistische Prioritäten der Ermittler, die von „Dönermorden“ sprachen und die Täter jahrelang im Opferumfeld suchten, gelten in der Forschung als Hauptgründe für das Behördenversagen beim NSU.
Die drei NSU-Haupttäter Uwe Böhnhardt, Uwe Mundlos und Beate Zschäpe wurden durch rechtsextreme Gruppen und Treffpunkte geprägt, die seit der Wende von 1989 auf DDR-Gebiet entstanden waren, oft durch Aufbauhilfe westdeutscher Neonazis. Sie radikalisierten sich ab 1991 im „Winzerclub“ in Jena, ab 1994 im Thüringer Heimatschutz als „Kameradschaft Jena“ zu einer abgeschotteten, sendungsbewussten Gruppe, die mit einem bundesweiten Helfernetz verbunden war und konspirative Gewalttaten anvisierte. Dieses Helfernetz baute vor allem der V-Mann Tino Brandt mit Finanzmitteln des Verfassungsschutzes auf. 1996 deponierte und versandte das spätere NSU-Trio Bombenattrappen an die Stadtverwaltung, das Theater, die Polizei und Lokalpresse in Jena. Damals wähnte es sich vor allem in einer Auseinandersetzung mit der Staatsmacht. 1998 durchsuchte die Polizei eine von Zschäpe gemietete Garage, die dem Trio als Bombenwerkstatt diente. Dabei ließ sie den anwesenden Böhnhardt trotz eines vorliegenden Haftbefehls gegen ihn aus ungeklärten Gründen sich entfernen. Von da an tauchte das Trio unter. Im Juni 1999 beging es mit einer zur Bombe umgebauten Taschenlampe seinen ersten Anschlag auf eine türkische Gaststätte in Nürnberg. Spätestens damals hatte das Trio beschlossen, tödliche Anschläge auf Menschen aus Einwanderfamilien durchzuführen. Der erste Anschlag wurde dem NSU erst 2013 im NSU-Prozess zugeordnet.
Nach den Ermittlungsergebnissen ermordeten das Trio oder zumindest die beiden Männer bei der NSU-Mordserie folgende zehn Personen:
- Enver Şimşek (2000 in Nürnberg),
- Abdurrahim Özüdoğru (2001 in Nürnberg),
- Süleyman Taşköprü (2001 in Hamburg),
- Habil Kılıç (2001 in München),
- Mehmet Turgut (2004 in Rostock),
- İsmail Yaşar (2005 in Nürnberg),
- Theodoros Boulgarides (2005 in München),
- Mehmet Kubaşık (2006 in Dortmund),
- Halit Yozgat (2006 in Kassel),
- die Polizeibeamtin Michèle Kiesewetter (2007 in Heilbronn).[69]

Weitere Straftaten konnten die Ermittler dem NSU-Trio erst durch die Bekennervideos und Aussagen von Zschäpe und Zeugen im NSU-Prozess zuordnen. So versteckte Uwe Böhnhardt am 19. Januar 2001 eine als Bombe präparierte Christstollendose in einem Lebensmittelgeschäft in Köln. Die Explosion verletzte die Tochter des deutsch-iranischen Ladeninhabers schwer. Der Nagelbomben-Attentat in Köln-Mülheim am 9. Juni 2004 verletzte 22 Menschen, einige davon sehr schwer. Auch diese Tat und ihr Zusammenhang mit dem früheren Kölner Bombenanschlag wurden erst im NSU-Prozess aufgeklärt.
Zwischen 1998 und 2011 beging das Trio 14 Raubüberfälle auf Lebensmittelmärkte, Post-, Bank- und Sparkassenfilialen in ostdeutschen Städten. Dabei erbeuteten sie insgesamt rund 600.000 Euro, die sie unter anderem für ihre Bombenanschläge und Morde verwendeten. Die Ermittler der verschiedenen Bundesländer verknüpften ähnliche Zeugenhinweise jahrelang nicht miteinander. Erst am 4. November 2011 entdeckte die Polizei dank eines aufmerksamen Anwohners das Wohnmobil, zu dem die Täter auf Fahrrädern geflohen waren.
Nach Löschung eines Fahrzeugbrandes fand man im Wohnmobil die Leichen von Mundlos und Böhnhardt, die sich den Spuren nach selbst getötet hatten, und mehrere Waffen, darunter die Dienstwaffen von Michèle Kiesewetter und ihrem Kollegen. Danach setzte Zschäpe die Wohnung des Trios in Zwickau-Weißenborn in Brand, verschickte die Bekennervideos und stellte sich am 8. November 2011 der Polizei. Vor allem durch die Videos und Waffenfunde wurde das Trio enttarnt.
Zschäpe wurde im Juli 2018 wegen neunfachen Mordes und vielfachen versuchten Mordes zu lebenslanger Haft verurteilt. Vier Helfer des NSU-Trios erhielten Freiheitsstrafen. Wichtige Fragen blieben im NSU-Prozess ungeklärt, etwa wie und mit wessen Hilfe die individuellen Opfer, Tatorte und Tatzeiten ausgewählt worden waren.

### Seit 2011
Auch nach der Selbstenttarnung des NSU und verschärfter Strafverfolgung bildeten sich neue rechtsterroristische Gruppen in Deutschland. 2012 schoss der Neonazi Sebastien N., Gründer einer „Legion Werwolf“, in Zürich einen Mann nieder und floh dann zur „Terrorcrew Weiße Wölfe“ in Hamburg. Ebenfalls 2012 bildete der Rechtsterrorist Meinulf Schönborn mit vier weiteren Neonazis die Gruppe „Neue Ordnung“, gegen die der Generalbundesanwalt seit 2013 nach §129a ermittelt. 2015 sollen vier Mitglieder der Oldschool Society Nagelbombenanschläge geplant haben. 2015 verübte eine „Deutsche Widerstandsbewegung“, mutmaßlich eine Einzelperson, einige Brandanschläge auf Regierungsgebäude in Berlin. 2015 und 2016 verübte die Gruppe Freital Sprengstoffanschläge auf Asylunterkünfte. Acht Mitglieder wurden später wegen Bildung einer rechtsterroristischen Vereinigung und versuchten Mordes verurteilt.
Unorganisierte Brandanschläge auf Asylunterkünfte nahmen ab 2012 von Jahr zu Jahr sprunghaft zu. Einige Fälle wurden besonders beachtet. Am 28. August 2015 warfen zwei junge Männer und eine Frau einen Molotowcocktail auf ein von Flüchtlingen bewohntes Heim in Salzhemmendorf. Die Täter wurden 2016 für versuchten Mord aus Fremdenhass, bei dem nur zufällig niemand zu Schaden kam, zu mehrjährigen Haftstrafen verurteilt. Am 31. Oktober 2015 verübten Nachbarn den Brandanschlag von Altena auf ein von syrischen Flüchtlingen bewohntes Haus. Das von ihnen genannte Tatmotiv, „Verärgerung über den Einzug von Flüchtlingen“, wertete die Staatsanwaltschaft als persönliches, nicht politisches Motiv. Der frühere Pegida-Aktivist Nino K. verübte mit selbstgebauten Rohrbomben die Sprengstoffanschläge in Dresden 2016 (26. September) auf die Fatih-Moschee und das ICC. Er wurde 2018 wegen versuchten Mordes zu zehn Jahren Haft verurteilt.
Beim Anschlag in München 2016 (22. Juli) erschoss David Sonboly, selbst Sohn einer integrierten Migrantenfamilie, nach rund einjähriger Vorbereitung aus rassistischen Motiven am und im Olympia-Einkaufszentrum neun Menschen und verletzte fünf weitere.
Nach dem Polizistenmord in Georgensgmünd 2016 durch den „Reichsbürger“ Wolfgang Plan begann das BfV die Reichsbürgerbewegung als mögliche Terrorgefahr zu beobachten.
Ein als „Nazi-Druide“ bekanntgewordener 62-jähriger aus Schwetzingen bildete laut Generalbundesanwaltschaft ab Frühjahr 2016 mit sechs Personen eine Terrorzelle und plante Anschläge auf Polizisten, Geflüchtete und Juden. Die achtköpfige Terrorgruppe Revolution Chemnitz griff 2018 Geflüchtete in Chemnitz an und plante Anschläge zu den Vereinigungsfeiern des 3. Oktober in Berlin.
Mordanschläge auf Politiker waren im deutschen Rechtsterrorismus seit 1945 selten. In der sogenannten Flüchtlingskrise in Deutschland ab 2015 nahm Terrorgewalt gegen Lokalpolitiker jedoch enorm zu. Es kam zu Mordversuchen wie dem Attentat auf Henriette Reker (17. Oktober 2015) und auf Andreas Hollstein (November 2017) sowie zum Mord an Walter Lübcke (2. Juni 2019). Alle drei Opfer hatten sich öffentlich für die Aufnahme von Geflüchteten eingesetzt.
Beim Anschlag in Halle (Saale) 2019 (9. Oktober) wollte der rechtsextreme Antisemit Stephan Balliet mit selbstgebauten Waffen am höchsten jüdischen Feiertag Jom Kippur eine Synagoge stürmen und rund 50 anwesende Gläubigen ermorden. Als er nicht hinein gelangte, erschoss er eine Passantin und den Gast einer Imbissstube. Im Gesamtverlauf bedrohte und verletzte er weitere Personen. Er hatte den Synagogenanschlag im Internet angekündigt und übertrug die Tat analog zum Terroranschlag auf zwei Moscheen in Christchurch mit einer Helmkamera live auf einer Gaming-Plattform. Dabei verwendete er verschwörungstheoretische Ausdrücke und Jargon aus der Subkultur rechter Imageboards.
Beim Anschlag in Hanau 2020 (19. Februar) erschoss Tobias Rathjen neun Migranten, seine Mutter und sich selbst. Auch er hatte seine Tat jahrelang vorbereitet und im Internet mit einem „Manifest“ und Video angekündigt. Die Täter von Halle und Hanau gelten als selbstorganisierte Individualterroristen, deren Morde von virtuellen Gesinnungsgemeinschaften ideologisch legitimiert wurden. Die Morde in Kassel und Hanau gelten als rechtsterroristisch und zugleich als rassistische Gewalt- und Hassverbrechen.
Die Gruppe S. bildete sich ab September 2019 im Internet, bewaffnete sich und plante koordinierte bundesweite Anschläge auf Moscheen und Politiker, um einen Bürgerkrieg auszulösen. Ihre Mitglieder waren in der NPD, der AfD, als „Reichsbürger“, in Bürgerwehren wie den Soldiers of Odin und dem „Freikorps Heimatschutz“ aktiv und hatten vielfältige Kontakte zu anderen Rechtsextremen, etwa zur „Bruderschaft Deutschland“. Zwölf von ihnen wurden am 14. Februar 2020 festgenommen, später als Mitglieder einer Terrorgruppe angeklagt und elf davon zu Freiheitsstrafen verurteilt.
Eine Form des im Internet vernetzten Rechtsterrors waren auch die mit „NSU 2.0“ signierten Morddrohungen gegen antirassistisch engagierte Menschen, vielfach Frauen mit Migrationsgeschichte und Anwälte im NSU-Prozess. Verschiedene unbekannte Absender versandten sie seit 2018, meist als Emails oder Faxe. Die darin enthaltenen Privatdaten stammten zum Teil aus Polizeicomputern. Ein Täter wurde am 17. November 2022 zu einer Haftstrafe von fünf Jahren und 10 Monaten verurteilt. Mögliche Mittäter und die polizeiliche Herkunft mancher Daten blieben unaufgeklärt.
Am 7. Dezember 2022 ließ der Generalbundesanwalt bei einer großen Razzia in Deutschland, Österreich und Italien 25 mutmaßliche Mitglieder oder Unterstützer der Patriotischen Union festnehmen. Er wirft ihnen die Unterstützung einer inländischen terroristischen Vereinigung vor, die geplant habe, die bestehende staatliche Ordnung in Deutschland mit Gewalt und militärischen Mitteln zu beseitigen. Ihr mutmaßlicher Rädelsführer war Heinrich XIII. Prinz Reuß; zu den Mitgliedern gehörten die Richterin und ehemalige AfD-Bundestagsabgeordnete Birgit Malsack-Winkemann und mehrere Bundeswehrsoldaten. Sie sollen eine Mischung aus Reichsbürger-, QAnon- und „Querdenker“-Ideologie vertreten und unter anderem eine gewaltsame Besetzung des Reichstagsgebäudes geplant haben.

### Zahlen
Der Terrorismusforscher Daniel Köhler (German Institute on Radicalization and Deradicalization Studies – GIRDS) zählte von 1963 bis 2018 in Deutschland 92 rechtsterroristische Gruppen und Einzelpersonen. Laut Köhler gab es seit 1971 in der Bundesrepublik Deutschland mindestens 229 Morde, 2.173 Brandanschläge, 123 Sprengstoffanschläge, 174 bewaffnete Überfälle und 12 Entführungen aus rechtsextremen Motiven.
Von 2001 bis 2013 registrierte das Bundesinnenministerium 11.054 rechtsextreme Gewalttaten, davon 966 (~9 %) gegen die Polizei und andere Sicherheitsbehörden. Brandanschläge auf staatliche oder private Asylunterkünfte vervielfachten sich von 50 (2013) über 150 (2014) auf 1031 (2015) und 921 (2016). Viele Täter waren Behörden bis dahin nicht als rechtsextrem aufgefallen und gar nicht oder erst seit kurzer Zeit organisiert.
Bis zu 200 Personen waren Helfer und Mitwisser des NSU-Terrors. Spätere rechte Terrorgruppen können mit aus diesem Umfeld entstanden sein. 2018 führte der Generalbundesanwalt sechs, 2019 weitere 24 neue Ermittlungsverfahren zum deutschen Rechtsterrorismus. Dies zeigt laut dem Politikwissenschaftler Samuel Salzborn die ungebrochene Kontinuität des nazistischen Terrors in der Bundesrepublik Deutschland, der in den 1980er Jahren aus der Reorganisation des Alt- und Neonazismus der Nachkriegszeit hervorgegangen sei.
Das Center für Monitoring, Analyse und Strategie (CeMAS) erfasste und analysierte 50 rechtsterroristische Fälle in Deutschland seit der Entdeckung des NSU 2011. Der Bericht dazu vom April 2024 kategorisiert diese Fälle nach drei Bereichen: „Einzeltätern“ aus dem militanten Akzelerationismus, „Reichsbürgern“ aus dem verschwörungsideologischen Souveränismus und „Bürgerwehren“ aus dem Vigilantismus.

## Großbritannien
In Großbritannien erschien Rechtsterrorismus seit 1945 im Umfeld der faschistisch-nationalistischen British National Party (BNP), später auch der English Defence League (EDL) und der antieuropäischen UK Independence Party (UKIP). Die BNP propagiert vor allem eine angebliche Überfremdung durch Migranten, die EDL Islamfeindlichkeit, die UKIP einen angeblich drohenden Verlust englischer Souveränität durch die Europäische Union. Im April 1999 in London verübte David Copeland drei Nagelbombenanschläge, um nach seiner Aussage einen „Rassenkrieg“ zu entfachen und Nichtweiße aus England zu vertreiben. Die ersten beiden Bomben deponierte er an von Schwarzen frequentierten öffentlichen Plätzen; sie verletzten insgesamt 63 Menschen. Die dritte Bombe, abgelegt in einer belebten Homosexuellenbar, tötete drei Menschen und verletzte 83, davon vier sehr schwer. Im Strafprozess erwies sich, dass Copeland früher zur BNP und zum National Socialist Movement von Combat 18 gehört hatte. Als Vorbild nannte er den Rechtsterroristen Eric Rudolph. Er soll von David Myatts Pamphlet A Practical Guide to Aryan Revolution inspiriert worden sein. Er erhielt eine lebenslange Haftstrafe.
Weitere BNP-Mitglieder und Anhänger der britischen Terrorgruppe Combat 18 wollten einen „Rassenkrieg“ herbeiführen und wurden zu Haftstrafen verurteilt: so Terrence Gavan, der ein großes Sprengstoff- und Schusswaffenlager angelegt hatte; Tony Lecomber, der Sprengstoffanschläge plante; Stuart Kerr, der einen Asien-Laden bombardierte (beide 1985); David Tovey (1987), Robert Cottage und David Jackson (2006), die illegal Explosivstoffe lagerten; John Laidlaw, der eine Schießerei begann (2006); Allen Boyce und Terry Collins wegen Sprengstoffbesitz; David Lucas wegen Schießpulver- und Munitionbesitz (2010). Die Neonazis Mike Heaton und Trevor Hannington von der Aryan Strike Force (ASF) und der British Freedom Force (BFF) wurden 2010 von Mordbeihilfe freigesprochen, aber wegen Anstiftung zum Rassenhass zu mehrjährigen Haftstrafen verurteilt.
Im Mai 2010 wurden der Gründer der ASF Ian Davison und sein Sohn Nicky Davison wegen Terrorplänen verurteilt. Dabei wurde erstmals ein verschärftes britisches Antiterrorgesetz angewandt, weil sie eine Chemiewaffe (Rizin) hergestellt hatten. Bis 2011 stufte das Innenministerium Rechtsterrorismus jedoch weiterhin nicht als Gefahr für die nationale Sicherheit ein und betonte stets, er sei „weniger verbreitet, systematisch und organisiert“ als der mit al-Qaida verbundene islamistische Terror. 2012 warnte der Innenausschuss des Unterhauses vor Rechtsterrorismus und verwies auf 17 jüngere Gerichtsurteile gegen Rechtsterroristen.
Im Juni 2016, eine Woche vor dem britischen Referendum zum Brexit, ermordete Thomas Mair (BNP, EDL) mit Rufen wie „Britain first“ und „keep Britain independent“ die Abgeordnete der Labour Party Jo Cox.
Im Nordirlandkonflikt versorgten britische Rechtsextreme loyalistische nordirische Terrorgruppen mit Geld und Waffen.

## Italien
Seit 1945 entstanden in Italien neofaschistische Organisationen, so das Movimento Sociale Italiano (MSI) und seine Jugendorganisation Ordine Nuovo, später weiter rechts stehende Gruppen wie Avanguardia Nazionale, Fronte Universitario d'Azione Nazionale (FUAN) und Fronte Nazionale. In diesem Umfeld entstanden rechtsterroristische Kleingruppen, die besonders in Wahlkämpfen analog zum „Squadrismo“ der Schwarzhemden Mussolinis gewaltsam gegen Gewerkschafter, Arbeiter und Linke vorgingen. Ihr erster Bombenanschlag erfolgte am 25. April 1969, dem Nationalfeiertag der Befreiung vom Faschismus (19 Verletzte). Sie legitimierten ihre Taten als Reaktion auf den Linksterrorismus der 1960er Jahre und begingen ab 1969 fast monatlich Anschläge, Attentate und Putschversuche. Besonders folgenreich waren:
- 12. Dezember 1969: Vier Bombenanschläge in Rom und Mailand, darunter der Bombenanschlag auf der Piazza Fontana in Rom (16 Tote, 87 Verletzte). Die Polizei verdächtigte anfangs zwei Anarchisten, von denen einer beim Verhör starb. Zwei verdächtigte Rechtsextreme wurden dagegen freigelassen, jedoch später als Täter festgestellt. Wegen ihrer Kontakte zum MSI und Militärgeheimdienst Servizio Informazioni Difesa (SID) nahmen Linke an, dass Rechtsterroristen und Geheimdienste Anschläge verabredeten, um sie Linken anzulasten (Strategie der Spannung).
- Juli 1970 bis 1971: Von Neofaschisten unterstützte Unruhen in Kalabrien (drei Tote, über 200 Verletzte);[106]
- 22. Juli 1970: Anschlag auf den Zug Palermo-Turin;
- 7.–8. Dezember 1970: Putschversuch von Junio Valerio Borghese;
- 17. Mai 1972: Anschlag in Mailand;
- 31. Mai 1972: Anschlag in Peteano;[107]
- 21. April 1974: Bombe der Brigate Populari auf die Eisenbahnlinie Florenz-Bologna;[106]
- 23. April 1974: Anschläge in Mailand, Lecce und Moiano;[107]
- 28. Mai 1974: Bombe in Brescia gegen eine antifaschistische Kundgebung (acht Tote);
- 4. August 1974: Bombe an der Bahnlinie Florenz-Bologna (12 Tote, 105 Verletzte). Bei gegenseitigen Schuldzuweisungen im Wahlkampf 1975 zu den Tätern dieser Anschläge kamen weitere Menschen um.[106]
- 24. Juli 1976: Ermordung des Richters Vittorio Occorsio;
- 23. Juni 1980: Ermordung des zum Richtermord ermittelnden Staatsanwalts Mario Amato;[107]
- 2. August 1980: Anschlag von Bologna (85 Tote, mehr als 200 Verletzte). Zwei gefasste Täter kamen aus der 1977 gegründeten neofaschistischen Gruppe Nuclei Armati Rivoluzionari; Mittäter, Auftraggeber und Hintergründe des Anschlags blieben ungeklärt.
- August 1984: Anschlag auf den Zug Neapel-Mailand bei Bologna. Die Täter wurden nicht gefasst. Die Behörden schrieben die Tat der Mafia zu; Historiker vermuten rechtsextreme Nachahmungstäter. Anders als linksextreme Anschläge zielte rechter Terror damals auf wahllose Massenmorde an Zivilisten.[106]

In Südtirol, das seit 1918 zu Italien gehört, entstand seit 1945 ein Separatismus, der Südtirol von Italien lösen und an Tirol in Österreich anschließen wollte. 1956 gründete eine kleine Separatistengruppe den „Befreiungsausschuss Südtirol“ (BAS). Dieser sprengte bis 1961 Strommasten, die man als Symbole italienischer Herrschaft ansah. In der „Feuernacht“ am 11. Juni 1961 kam dabei ein Straßenwärter zu Tode. Daraufhin nahm italienische Polizei viele BAS-Mitglieder fest und folterte einige davon in Haft. In den Folgejahren verübte die BAS auch Anschläge gegen Menschen. Am 25. Juni 1967 töteten die Sprengung eines Hochspannungsmastes und im Umkreis vergrabene Tretminen vier italienische Soldaten. Die Täter waren Tiroler Separatisten, deutsche und österreichische Neonazis. Peter Kienesberger wurde dafür 1967 zu lebenslanger Haft verurteilt. Sein „Buchdienst Südtirol“ bot weiter Bücher zu Scharfschützen-Schießtechnik, Selbstschussanlagen und Combatschießen an. Kienberger legte später Waffenlager bei Kameraden in Nürnberg an und hielt Vorträge zu Südtirol bei Burschenschaften. Rigolf Hennig (NPD / Europäische Aktion) behauptete wiederholt, er habe die Separatisten mit Sprengstoff versorgt. Der „Südtiroler Freiheitskampf“ bildet ein Dauerthema für europäische, besonders deutschsprachige Neonazis. Bis 1989 verübten Separatisten und Neonazis rund 300 Anschläge in Südtirol.
Am 13. Dezember 2011 erschoss Gianluca Casseri in Florenz zwei senegalesische Straßenhändler, verletzte drei weitere und beging dann auf der Flucht vor der Polizei Suizid. Er wollte den Massenmörder Anders Behring Breivik nachahmen und hatte regelmäßig Veranstaltungen der rechtsextremen CasaPound besucht. Diese nennen sich „Faschisten des 3. Jahrtausends“ und stehen der Identitären Bewegung nahe.

## Neuseeland
Beim Terroranschlag auf zwei Moscheen in Christchurch am 15. März 2019 tötete der aus Australien stammende Rechtsterrorist Brenton Tarrant mit Schusswaffen insgesamt 51 Menschen und verletzte weitere 50, einige davon schwer. Der Täter berief sich wie der norwegische Massenmörder Anders Behring Breivik auf eine Reihe rechtsextremer und islamfeindlicher Theorien.

## Österreich
In der Republik Österreich gab es seit 1945 ein starkes rechtsextremes Potential, vor allem unter den ehemaligen Nationalsozialisten, denen die Alliierten anfangs das Wahlrecht entzogen hatten. Seit Jörg Haider die FPÖ ab 1986 auf einen rechtsextremen Kurs brachte, kam es zu einer Welle rechtsextremer Anschläge in Österreich. Die Terrorgruppen Volkstreue außerparlamentarische Opposition (VAPO) und Bajuwarische Befreiungsarmee (BBA) verübten von 1993 bis 1995 insgesamt sieben rassistische Anschläge gegen Migranten und deren Unterstützer, darunter vier Morde von Franz Fuchs. Danach nahm die Terrorgefahr von rechts im Land ab.

## Skandinavien
Nach der Datensammlung des Terrorismusforschers Jacob Aasland Ravndal geschahen von 1990 bis 2015 in Skandinavien 141 rechtsterroristische Anschläge und Morde, davon 70 gegen Migranten, 38 gegen Linke und neun gegen Homosexuelle, weitere gegen Behördenvertreter, Polizisten, Muslime, Juden, Roma, Obdachlose und Medien. 89 der Taten erfolgten in Schweden. Darunter waren 17 Tötungsdelikte mit 20 Opfern; 12 davon verübten militante organisierte Neonazis, fünf unorganisierte Einzeltäter. 25 Taten, davon drei Morde mit insgesamt 79 Toten, erfolgten in Norwegen; 19 Taten, davon ein Mord, in Dänemark; acht Taten (kein Todesopfer) in Finnland. Dort wurde rechter Terror in den 1990er Jahren jedoch nicht durchgängig registriert. Schweden war auch in Westeuropa insgesamt das Land mit den meisten tödlichen Terrortaten pro Einwohnerzahl.
Am 16. März 1992 tötete eine Briefbombe den dänischen linken Aktivisten Henrik Christensen. Eine bis dahin unbekannte Gruppe Frit Danmark K12 bekannte sich zu der Tat und bedrohte einen Verteidiger von Minderheiten mit Mord, erschien danach aber nie wieder. Die Täter wurden nie gefasst. Erst 2013 erwiesen neu entdeckte Spuren, dass der deutschstämmige Neonazi Marcel Schilf († 2001) beteiligt gewesen war. Er hatte von Dänemark aus ein breites internationales Neonazinetzwerk gebildet, zu dem die dänische Nationalsocialistiske Bevægelse (DNSM) gehörte, und mit dem Norweger Erik Blücher über das Label NS-Records Nazipropaganda vertrieben. Er hatte zudem direkte Kontakte zur britischen Combat 18 und ihren skandinavischen Ablegern. Das Netzwerk war seit 1994 gewachsen, zum Teil, weil die dänische Regierung Hakenkreuze und Aufmärsche erlaubte. Ab 1997 drängte eine Zelle um Schilf und Blücher das Netz zu extremeren Mitteln. Im Auftrag des britischen Combat-18-Führers Will Browning versandte der dänische Neonazi Thomas Nakaba daraufhin am 17. Januar 1997 von Schweden aus drei Briefbomben an das konkurrierende neonazistische British Movement, das britische Hauptquartier der Anti-Fascist Action und die Olympia-Schwimmerin Sharron Davies. Schwedische Polizei fing die Briefe ab und nahm Nakaba am Folgetag fest; dabei verletzte er einen Polizisten mit einem Bauchschuss schwer.
In Finnland entstand seit 1989 eine aktive Skinheadszene um die Rechtsrock-Firma Ainaskin. Deren Manager Marko „Jäsä“ Järvinen war zugleich Führungsmitglied bei Blood & Honour  Scandinavia, gegründet 1996 von Marcel Schilf und Eric Blücher. Bevorzugte Zielgruppe ihrer Gewalttaten waren Geflüchtete aus Somalia, die Finnland ab 1991 aufnahm. 1995 erstach ein Skinhead einen Somali. Je viermal wurden Migranten mit Explosivstoffen angegriffen und schwer zusammengeschlagen. 1997 griffen 50 finnische Skinheads in Kontula (Vorort von Helsinki) einige somalische Fußballspieler tätlich an und ließen erst nach Warnschüssen der Polizei von ihnen ab. 2008 gründete Esa Henrik Holappa einen finnischen Ableger der Gruppe Nordische Widerstandsbewegung mit weniger als 100 Mitgliedern. Einige davon begingen Gewalttaten gegen Linke, griffen 2010 in Helsinki mit Tränengas eine Homosexuellenparade an, ermordeten 2013 einen Sicherheitsmann bei einer Buchvorstellung, und traten 2016 einen Mann so schwer zu Boden, dass er Tage später daran starb. Die Gruppe hatte Kontakte zum 2010 gegründeten neofaschistischen Kollektiv Musta Sydan („Schwarzes Herz“), zu CasaPound in Italien, zur Génération Identitaire in Frankreich, zur Kampfkunstgruppe White Rex in Russland und vielen weiteren Neonazigruppen Europas. Seit 2015 entstanden zudem Vigilantengruppen wie die Soldiers of Odin, die sich von Finnland aus in Skandinavien und weiteren Staaten Europas ausbreiteten. Sie verfolgten bis 2018 keine offene Gewaltstrategie.
In Norwegen entstand ab 1993 neben losen Skinheadgruppen rechtsextreme Organisationen wie Viking, Norsk arisk ungdomsfront, Einsatz, Boot Boys und Vigrid („Schlachtfeld“). Einige davon streben einen Umsturz der Regierung an, beschränken sich praktisch jedoch auf Kameradschaft, neuheidnische Feiern, Straßenaufmärsche, Rechtsrock und Waffentraining. Militante norwegische Neonazis waren seit 1990 an einigen Schießereien, Bomben- und Brandanschlägen, Messer- und Tränengasangriffen gegen Migranten und Linke beteiligt. 2001 in Oslo ermordeten zwei Boot Boys den dunkelhäutigen Benjamin Hermansen.
Der Norweger Varg Vikernes gründete nach 1990 mit seiner Ein-Mann-Band Burzum den National Socialist Black Metal, setzte mehrere Kirchen in Brand und ermordete 1993 Øystein Aarseth, ein Mitglied seiner früheren Rechtsrockband Mayhem. In der folgenden Haft gründete er weitere Neonazigruppen. Anders Breivik verübte die Anschläge in Norwegen 2011 mit insgesamt 77 Mordopfern und 319 Verletzten. Er hatte sich isoliert über das Internet radikalisiert, ohne direkte Kontakte zur militanten Neonazibewegung seines Landes. Diese war durch die verschärfte Strafverfolgung seit 2000 praktisch bedeutungslos geworden.
In Schweden kam es von etwa 1988 bis 1993 zu einer Welle rassistischer Gewalt durch unorganisierte Gruppen oder Einzeltäter. Die relativ große schwedische Neonaziszene dagegen vermied zeitweise offene Gewaltstrategien. Ältere NS-Organisationen wie Nordiska Rikspartiet, Nysvenska Rörelsen und Sveriges Nationella Förbund wurden in den 1990er Jahren allmählich durch kleinere, gewaltbereite Untergrundgruppen wie Vitt Arisk Motstånd („Weißer Arischer Widerstand“), Nationella Alliansen („Nationale Allianz“), Ariska Brödraskapet („Arische Bruderschaft“) und die schwedische Combat 18 ersetzt. Deren Publikationen waren von Louis Beams „Führerlosem Widerstand“, den “Turner Diaries” und Leitfiguren wie dem US-Terroristen Robert J. Matthews inspiriert. Eric Blücher schrieb nach dem Tod von Marcel Schilf zwei einflussreiche taktische Combat-18-Handbücher für einen gewaltsamen Kurs. 1995 verübten vier schwedische Neonazis je einen Einzelmord. 1997 sandte Niclas Löfdahl, Gründer der Ariska Brödraskapet („Arische Bruderschaft“), eine Briefbombe an die Justizministerin Laila Freivalds. Im Mai 1999 richteten drei schwedische Neonazis nach einem Bankraub zwei Polizisten hin, die sie verfolgt hatten. Im Juni 1999 verletzten Neonazis einen Journalisten, der zur schwedischen Neonaziszene recherchierte, und seinen achtjährigen Sohn mit einer Autobombe. Am 12. Oktober 1999 in Sätra, einem Ortsteil von Stockholm, ermordeten Neonazis den Gewerkschafter Björn Söderberg. 2004 wurde ein Putschplan einer kleinen Rechtsterrorzelle entdeckt. Die rassistischen Serienmörder John Ausonius und Peter Mangs terrorisierten Schweden jahrelang. Seit 2014 nahmen etwa 30 schwedische Neonazis unter anderem mit Magnus Södermans Initiative Svenska Ukrainafrivilliga an ukrainischen Milizen teil und erreichten dort auch Führungspositionen. 2015 ermordete ein weiterer rechtsextremer Einzeltäter bei einem Angriff auf eine Schule drei Personen.

## Vereinigte Staaten
Die Geschichte der Vereinigten Staaten war von Anfang an vom rassistischen Überlegenheitsanspruch weißer Siedler (White Supremacy) gegenüber anderen Ethnien und Minderheiten geprägt. Die Begriffe „ethnische Säuberung“ und „Rassenkampf“ entstanden zwar in der Epoche des Faschismus ab 1918, doch diese Rechtfertigungsmuster für Genozide und rechten Terror gehen in Nordamerika bis auf die Indianerkriege seit 1620 zurück. Massenmorde von weißen Soldaten an Indigenen, die damals als Kriegshandlung oder Vergeltungsmaßnahme legitimiert wurden, gelten heute wegen ihrer rassistischen Motive und Absichten als Terrorakte: etwa das Gnadenhütten-Massaker von 1782, bei dem eine Miliz in Pennsylvania 90 unbewaffnete, friedliche, christlich getaufte Delaware-Indianer folterte und hinrichtete. Als letzter Massenmord dieser Art gilt das Massaker von Wounded Knee von 1890.
1865 nach dem Bürgerkrieg wurde die rechtsextreme Terrororganisation Ku-Klux-Klan (KKK) gegründet, die mit einigen Unterbrechungen bis heute besteht. Auf den KKK gehen zahllose rassistische Anschläge, Lynchmorde und andere Verbrechen zurück, die früher kaum strafverfolgt wurden. In der Zeit der Reconstruction (1865–1877) wurden in den Südstaaten offiziell rund 50.000 Morde an Schwarzen erfasst. Hinzu kamen viele nicht gemeldete Morde. Sie wurden nicht nur nachts von getarnten Kapuzenmännern des KKK, sondern oft auch öffentlich von Mobs der weißen Bevölkerung begangen. Von 1877 bis 1950 sind weitere mindestens 5000 Lynchmorde an Schwarzen in den Südstaaten dokumentiert; sie gingen auch nach 1950 weiter. Sie sollten die im Bürgerkrieg errungene formalrechtliche Gleichstellung der Schwarzen zurückdrängen, sie vom Wählen abhalten, aus dem Süden vertreiben und die Dominanz der Weißen dort wahren oder wiederherstellen. Daher werden sie alle als rassistischer Terror eingestuft.
Die Demokratische Partei war damals für die Sklaverei. Ihr angeschlossene Milizen wie die Knights of the White Camelia, Red Shirts und White League verübten zwischen 1865 und dem Ersten Weltkrieg wie der KKK Terrorgewalt gegen schwarze Wähler und weiße politische Gegner, um die weiße Vorherrschaft in ihren Bundesstaaten aufrechtzuerhalten. Die Red Shirts begingen 1876 beispielsweise das Hamburg Massacre in South Carolina.
Viele Soldaten, Polizisten und Politiker waren zugleich Klanmitglieder und deckten rassistische Verbrechen oder beteiligten sich daran. Die Mississippi-Bürgerrechtsaktivisten-Morde am 21. Juni 1964 durch Klanmitglieder in der Polizei bewirkten einen Kurswechsel: Die US-Regierung beschloss den Civil Rights Act of 1964 und Voting Rights Act 1965. Das FBI ließ den Klan nun wie die Bürgerrechtler durch das COINTELPRO-Programm überwachen. Nach dem Mord an der Bürgerrechtlerin Viola Gregg Liuzzo am 25. März 1965 ließ Präsident Lyndon B. Johnson den KKK vom Komitee für unamerikanische Umtriebe untersuchen. Dieses verurteilte den KKK als Terrorgruppe. Durch diesen Kurswechsel verlor der Klan bis 1974 zehntausende Mitglieder. Daraufhin spaltete er sich in einen legalistischen Flügel um David Duke, der politische Ämter anstrebte, und einen terroristischen Flügel um Louis Beam, der zur bewaffneten Abspaltung (Sezession) einer weißen autonomen Zone innerhalb der USA aufrief. In der Folge bildeten ehemalige Klangruppen, die Christian-Identity-Bewegung und neue Neonazigruppen wie die White Aryan Resistance zahlreiche paramilitärische Milizen.
Mit dem Massaker von Greensboro am 3. November 1979 begann eine neue Welle rechtsextremen Terrors in den USA. Dabei erschossen Mitglieder des KKK und der American Nazi Party fünf Gegendemonstranten und verletzten acht weitere. Kein Täter wurde verurteilt. Am 13. Februar 1983 in North Dakota erschoss der rechtsextreme Prediger Gordon Kahl zwei Bundespolizisten, die ihn wegen Steuerverweigerung festnehmen wollten. Als Kahl im Juni 1983 aufgespürt wurde, erschoss er einen weiteren Polizisten und wurde selbst von der Polizei erschossen. Daraufhin verfasste ein loses Bündnis rechtsextremer Gruppen die Kriegserklärung “War in '84” mit dem Ziel, die US-Regierung zu stürzen. Terrorgruppen der Christian Identity waren “The Covenant, The Sword, and the Arm of the Lord” (CSA), “Silent Brotherhood”, “Aryan Nations”, “Posse Comitatus”, “Elohim City” und „Christian Patriot Defence League“. Sie trafen sich bei Waffenshows, bildeten Allianzen und legten Waffenlager für den erwarteten Rassenkrieg an. Zwei Drittel aller als Terroristen angeklagten Personen der 1980er Jahre stammten aus diesen Gruppen. Die CSA plante Attentate auf FBI-Agenten und Bezirksrichter, Brand- und Bombenanschläge, das Vergiften städtischen Trinkwassers und die Zerstörung jenes Regierungsgebäudes in Oklahoma City, das Timothy McVeigh mit seinen Komplizen 1995 zerstörte. CSA-Mitglieder bombardierten eine Kirche für Homosexuelle und ein jüdisches Gemeindezentrum, beraubten und ermordeten einen Ladeninhaber, den sie für einen Juden hielten, und ermordeten einen schwarzen Soldaten. Im April 1985 nahm das FBI nach viertägiger Schießerei 17 CSA-Mitglieder fest und hob das Waffenlager aus. Dabei fand man große Mengen Landminen, Cyanid, Maschinengewehre und Panzerfäuste.
Bei einem jährlichen „Aryan Nations Congress“ rief der Gründer Richard Girnt Butler mit dem „Northwest Territorial Imperative“ zur Bildung einer unabhängigen weißen Republik im Nordwesten der USA auf. Zu diesem Ziel bildete sich 1983 die „Silent Brotherhood“, die sich auch „The Order“ nannte. Der Name stammt aus dem 1978 erschienenen Roman The Turner Diaries von William Pierce: Darin kämpft eine gleichnamige Gruppe Weißer in einem apokalyptischen Rassenkrieg gegen Schwarze, Juden und das angebliche Zionist Occupied Government. Die 24 Kernmitglieder der Gruppe begingen bis 1985 mehrere Raubüberfälle, Bombenanschläge und Attentate, darunter am 18. Juni 1984 den Mord an dem jüdischen Radiomoderator Alan Berg. Danach wurden die meisten Gruppenmitglieder festgenommen. Ihr Chefideologe David Eden Lane verfasste im Gefängnis bekenntnisartige Pamphlete wie die Fourteen Words, auf die sich spätere Rechtsterroristen bezogen. Mitglieder der „Aryan Nations“ bildeten 1986 die siebenköpfige Nachfolgezelle „The Order II“. Ihr Führer David Dorr beging bis 1988 mindestens sechs Bombenanschläge und zwei Morde.
Von Ronald Reagans Wahl zum US-Präsidenten 1980 erhoffte sich die “Moral Majority” der weißen Evangelikalen ein generelles Abtreibungsverbot. Nachdem zwei Gesetzesvorstöße dazu gescheitert waren, folgten reihenweise Brandanschläge und Bombendrohungen auf Abtreibungskliniken und Angriffe auf dort tätiges Personal. Im August 1982 entführte die Terrorzelle “Army of God” ein Klinikinhaberpaar. Zugleich nötigten Abtreibungsgegner Patientinnen zu Spießrutenläufen und Kliniken zu Rechtsprozessen für ihre Lizenzen. Von 1983 bis 1985 registrierte die Polizei 319 Gewaltakte dieser Art; viele wurden nicht gemeldet. Nachdem das Grundsatzurteil Roe v. Wade im US-Kongress 1985 erneut nicht gekippt werden konnte, setzten auch moderate Abtreibungsgegner Abtreibung mit dem Holocaust gleich und brachten Anleitungen für auch illegale Mittel dagegen in Umlauf. Von 1992 bis 1995 wurden 99 Angriffe mit Buttersäure auf Abtreibungskliniken registriert, die Schäden in Millionenhöhe verursachten. Rechtsextreme Christen ermordeten seit 1993 acht Ärzte und Pflegekräfte solcher Kliniken.
Die rechtsextremen Milizen erhielten durch das Vorgehen des Bureau of Alcohol, Tobacco, Firearms and Explosives (ATF) gegen einen Anhänger der „Aryan Nations“ in Ruby Ridge 1992 und gegen die Branch Davidians in Waco (Texas) 1993 erheblichen Zulauf. Beim „Rocky Mountain Rendezvous“ übernahmen die Führer der Christian-Patriot-Bewegung die von Louis Beam entworfene Strategie des „führerlosen Widerstands“. Höhepunkt der Entwicklung war der Bombenanschlag auf das Murrah Federal Building in Oklahoma City am 19. April 1995 (dem Jahrestag des Waco-Massakers) durch Timothy McVeigh und Terry Nichols (168 Tote). In dem zerstörten Regierungsgebäude hatte auch die Behörde ATF ein Büro. McVeigh hatte einen in den Turner-Tagebüchern beschriebenen Anschlag gegen den US-amerikanischen Staat nachgeahmt. Er wurde später zur Todesstrafe verurteilt und am 11. Juni 2001 hingerichtet. Er wird von heutigen Neonazis als Held verehrt, etwa mit der Zahlenkombination 168:1 auf T-Shirts.
McVeigh hatte laut einigen Berichten Kontakte zur Aryan Republican Army. Von 1994 bis 1996 überfiel diese 22 Banken. 1995 brachten die “Sons of Gestapo” einen Zug zum Entgleisen, töteten so einen Passagier und verletzten viele weitere. Die Täter wurden nie gefasst. Die „Oklahoma Constitutional Militia“ plante Anschläge auf Abtreibungskliniken, Homosexuellenbars und ein Büro des Southern Poverty Law Centers (SPLC). Vier Mitglieder wurden deswegen im November 1995 angeklagt. 1996 bis 1998 verübte Eric Rudolph Anschläge auf eine Abtreibungsklinik, einen Nachtclub für lesbische Frauen und den Olympiapark in Atlanta. Dabei tötete er zwei Menschen und verletzte 119. Er hatte viele Kontakte zur Christian-Identity-Bewegung; sein Mentor war ein Pastor der „Church of Israel“. Rudolph wurde nach jahrelanger Flucht 2004 gefasst und dann zu lebenslanger Haft verurteilt. 1997 planten drei Mitglieder der „True Knights of the KKK“ Bombenanschläge auf eine Erdgasraffinerie bei Fort Worth, um durch das freigesetzte Giftgas bis zu 30.000 Bewohner zu töten, darunter viele Schulkinder. Weil der KKK-Gruppenführer den Plan dem FBI verriet, konnten der Massenmord verhindert und die Täter gefasst werden. Sie gestanden den Plan. Je drei Mitglieder der „Christian Knights of the KKK“ und von „The Order II“ wurden 1998 festgenommen und später zu längeren Haftstrafen verurteilt, weil sie Massenmorde durch Gift- und Bombenanschläge auf Einrichtungen der Wasserversorgung und Attentate auf Bundesrichter und Rechtsanwälte des SPLC geplant hatten.
Seit dem Wahlsieg 2008 von Barack Obama, dem ersten schwarzen US-Präsidenten, nahmen Aktivitäten weißer Rassisten und Übergriffe auf Nichtweiße in den USA erheblich zu. 2010 brachte die Tea-Party-Bewegung mit einem gegen Obamas Regierung und Minoritäten gerichteten Programm 115 ihrer Kandidaten in den US-Kongress. Damit wurden rassistische Positionen für große Wählerschichten akzeptabel, die seit etwa 1970 als extrem gegolten hatten.
Zum Martin Luther King Day deponierte Kevin William Harpham am 17. Januar 2011 in Spokane eine Bombe, die rechtzeitig entdeckt und entschärft wurde. Der Täter war bis 2004 Mitglied der rechtsextremen National Alliance gewesen, hatte die Turner-Tagebücher gelesen, den Film Loose Change gesehen und glaubte an Verschwörungstheorien zum 11. September 2001. Er plante seinen Anschlag allein. Im November 2011 schoss ein Anhänger des Konspirazisten Alex Jones beim Weißen Haus auf Obama, den er für den Antichrist hielt.
Laut „ThinkProgress“, dem früheren Organ des Center for American Progress, verübten Rechtsextreme von 1995 bis 2012 56 % aller Terroranschläge in den USA und töteten dabei in 13 von 17 Jahren die meisten Menschen. Laut der U.S. Extremist Crime Database (ECDB) töteten Rechtsextreme von 1990 bis Ende 2016 160 Menschen, 106 davon seit dem 11. September 2001 (Islamisten: 119; Linksextreme, radikale Tier- und Umweltschützer und andere: 0), meist durch Einzel- oder Doppelmorde, sechsmal durch größere Anschläge:
- am 19. Mai 2002 in Mesa (Arizona) auf nichtweiße Mitarbeiter eines Schnellimbisses (drei Tote),
- am 8. Juli 2003 in Meridian (Mississippi) auf Arbeiter einer Flugzeugfabrik (sechs Tote),
- am 5. August 2012 auf einen Sikh-Tempel in Oak Creek (Wisconsin) (sechs Tote),
- am 17. Juni 2015 in Charleston auf schwarze Kirchenbesucher (neun Tote),
- am 1. Oktober 2015 beim Amoklauf am Umpqua Community College in Roseburg (Oregon) (neun Tote),
- am 27. November 2015 in Colorado Springs auf eine Abtreibungsklinik (drei Tote).

Dies berichtete das Government Accountability Office (GAO) dem Repräsentantenhaus der Vereinigten Staaten im April 2017.
Donald Trump knüpfte bei seiner Präsidentschaftskandidatur an den Rassismus der Tea-Party-Bewegung an und verschärfte ihn. Die rassistische Alt-Right und Neonazis wie David Duke unterstützten Trumps Wahlkampf mit Spendenaufrufen und mobilisierten ihre Anhänger. Diese verübten bei Trumps Wahlkampfauftritten Gewalt gegen Protestierende und Schwarze. Trumps Wahlsieg stärkte die gesamte extreme Rechte in den USA und führte im April 2017 zu deren Treffen Unite the Right in Charlottesville. Dabei trugen viele KKK-Roben und NS-Symbole und riefen antisemitische Parolen. Ein Teilnehmer tötete am 12. August 2017 die Gegendemonstrantin Heather Heyer, indem er mit seinem Auto in die Menge fuhr. Trump weigerte sich danach, den Mord eindeutig zu verurteilen, und setzte rechtsextreme Gewalttäter mit ihren Gegnern gleich. Dies ermutigte die rassistische Bewegung. Im Oktober 2018, mitten im Wahlkampf zu den Kongresswahlen, erfolgten mehrere Terroranschläge nacheinander:
- Ein weißer Rassist ermordete zwei schwarze Teenager in Louisville (Kentucky),
- ein Trumpanhänger schickte Rohrbomben an eine Reihe von Trumpkritikern,
- der Antisemit Robert Bowers ermordete beim Attentat in der Tree-of-Life-Synagoge in Pittsburgh 2018 (27. Oktober) elf jüdische Gottesdienstbesucher. Er erklärte, Trump sei ihm zu sehr „Globalist“ und mit Juden verbunden, die Einwanderung und Multikulturalität verträten. Am Folgetag lehnte Trump ab, sich von seiner Wahlkampfrethorik gegen „Globalisten“ (bei Rechtsextremen ein Codewort für Juden) zu distanzieren.[136]
- Am 27. April 2019, einem Sabbat und dem letzten Feiertag des Pessach, erschoss der 19-jährige weiße Nationalist John Earnest in einer Synagoge in Poway (Kalifornien) eine Gottesdienstbesucherin und verletzte drei weitere. Dabei schrie er, Juden würden die Welt ruinieren. In seinem „Manifest“ auf 8chan hatte er zuvor antisemitische Verschwörungsthesen ausgebreitet, den Synagogenanschlag in Pittsburgh 2018 und den Moscheenanschlag in Christchurch 2019 als „Inspiration“ genannt und sich zu einem Brandanschlag auf eine Moschee in Escondido bekannt. Die Anti Defamation League (ADL) verwies auf einen starken Anstieg solcher Hassverbrechen in den letzten Jahren: Dies überrasche nicht in einem gesellschaftlichen Umfeld, „wo Intoleranz trivialisiert und Vorurteile politisiert werden“.[140]
- Am 5. August 2019 ermordete ein schwer bewaffneter weißer Rassist beim Anschlag in El Paso (Texas) 22 Menschen und verletzte acht weitere. Zuvor hatte er sich im Internet über eine „Invasion“ von Einwanderern in die USA erregt. Bei seiner Festnahme erklärte er, er habe „Mexikaner“ töten wollen. Trump hatte bis dahin rund 500 mal öffentlich mit Worten wie „Invasion“, „Mörder“, „Tiere“ gegen Einwanderer aus Mexiko gehetzt.[136]

Aus dem Internetforum Iron March entstanden mehrere Terrorgruppen, darunter die 2016 gegründete Atomwaffen Division (AWD). Sie folgt der Ideologie von Charles Manson namens „Helter Skelter“, durch Terroranschläge einen Zusammenbruch der Zivilisation herbeizuführen, um dann eine neue Ordnung der Weißen aufzubauen. AWD schließt an den „führerlosen Widerstand“ an und bereitet mit obligatorischen Waffentrainings, gewaltverherrlichender Propaganda und Waffenlagern Anschläge gegen die Infrastruktur vor. Gruppen wie die Proud Boys und das 2017 gegründete „Rise Above Movement“ (R.A.M.) begehen eher Straßenterror gegen Antifa-Gruppen und andere. AWD-Mitglieder begingen bis 2019 fünf Tötungsdelikte. Zudem dehnte sich die Gruppe international aus und bildete Netzwerke mit Neonazigruppen anderer Staaten. Das FBI nahm ab 2019 mehrere AWD-Führungsmitglieder in den USA fest. Danach erklärte sich die AWD in den USA im März 2020 für aufgelöst. 2021 wurden jedoch die Nachfolge- und Teilgruppen „Atomwaffen Division Europe“ und „National Socialist Order“ bekannt.
Im Mai 2017 warnten das FBI und das DHS in einem gemeinsamen Bericht, von 2000 bis 2016 hätten weiße Rassisten bei 26 Anschlägen 49 Menschen ermordet, mehr als jede andere einheimische Terrorbewegung. Laut dem Center for Strategic and International Studies (CSIS) planten und begingen Rechtsextreme von 1994 bis 2020 anteilig 57 % aller Terroranschläge in den USA. Von 2014 bis Mai 2020 stieg dieser Anteil auf 90 %. Zudem wuchs die Zahl rechtsextremer Anschläge als solche. In 14 der letzten 21 Jahre mit tödlichen Anschlägen forderte rechtsextremer Terror die meisten Todesopfer in den USA. In den 1990er Jahren griffen die Täter meist Abtreibungskliniken an, seit 2014 meist Einzelpersonen, oft Angehörige bestimmter religiöser, rassischer oder ethnischer Gruppen. Besonders rechtsextreme Milizen griffen auch Einrichtungen und Mitarbeiter der Regierung und Polizei an. Laut der ADL verübten Rechtsextreme 2018, 2019 und 2020 fast alle (97–99 %) der inländischen Terroranschläge. Seit 2019 töteten Rechtsextreme in den USA dabei auch die meisten Menschen. Auch 2020 lagen sie an erster Stelle vor anderen Terroristen in den USA.
Anders als beim „internationalen Terrorismus“ begrenzen die Gesetze der USA die Präventionsmöglichkeiten des FBI für „einheimischen Terrorismus“. Die Strafverfolgung von Rechtsterroristen bleibt oft Behörden von Bundesstaaten überlassen, die ihre rechtlichen Möglichkeiten nach dem Patriot Act nur selten gegen rechtsextreme weiße Gewalttäter nutzen. Nach den jüngsten rassistischen Massenmorden wurde debattiert, ob die Gesetze und Mittel des FBI für die Terrorbekämpfung im Inland ausreichten. Auch der Fokus auf den Islamismus als größte Terrorgefahr seit dem 11. September 2001 wurde zunehmend in Frage gestellt. Im Mai 2019 erkannte das FBI erstmals offiziell an, dass einheimischer Terrorismus mittlerweile die meisten und tödlichsten Anschläge begehe und somit zur größten Gefahr für die nationale Sicherheit geworden sei. Demgemäß habe das FBI seit 2018 mehr rassistische als islamistische Gewalttäter inhaftiert. Von 4000 laufenden Strafprozessen seien etwa 850 inländischen Terrorfällen gewidmet. Unter dem Druck wachsender Kritik fügte die US-Regierung den Kampf gegen Inlandsterrorismus zu ihrer Prioritätenliste hinzu. Gesetzesinitiativen, etwa gegen das Anlegen von Waffenlagern, blieben jedoch aus.
Mit dem Sturm auf das Kapitol in Washington 2021 am 6. Januar 2021 versuchte eine große Menge von Trumpanhängern nach einer aufstachelnden Rede Trumps gewaltsam, die Zertifikation des Wahlsiegs von Joe Biden bei der Präsidentschaftswahl 2020 zu verhindern, und bedrohte die im Kapitolgebäude versammelten Abgeordneten mit Lynchmord. Historiker, Journalisten, Politiker und Justizvertreter ordneten den Vorgang als „rechtsextremen weißen Terrorismus“ ein, der angesichts des starken Anstiegs rechtsextremer Terrorakte in den USA nicht überraschend gekommen sei. Der Historiker Walter Moss erinnerte an die verdrängte Geschichte der Lynchmorde, vorwiegend an Schwarzen in den Südstaaten, die sich in mehreren Phasen wiederholte. Auch nach dem Niedergang des KKK waren rechte Terroranschläge der letzten Jahrzehnte von der gleichen rassistischen Ideologie (weiße Überlegenheit, Ablehnung der Bundesregierung und jeder Waffenkontrolle) getragen. Die Kapitolbesetzung führten Gruppen wie die Proud Boys und die Oath Keepers an, die sich als Verfassungsschützer ausgeben, aber eine nachgewiesene rassistische Ideologie vertreten. Die übrigen Trumpanhänger teilten mit früheren Zuschauern der Lynchmorde eine „Wir-gegen-die“-Haltung, ein christliches Selbstverständnis und den Willen, falschen Gerüchten zu glauben, damals von angeblich durch Schwarze vergewaltigten Kindern, heute vom Wahlbetrug oder QAnon-Thesen. Die meisten Trumpanhänger waren weiße Evangelikale, die heute wie damals soziale Gleichheit und Ablehnung des Rassismus als nicht zentral für die christliche Botschaft ansehen. Dabei trugen die, die Gewalt eigentlich ablehnen, die Mordbereitschaft der übrigen wie jeder frühere Lynchmob mit.
Nach Statistiken der Anti-Defamation League (ADL) waren in den USA 46 von 62 Massenmorden mit Schusswaffen seit 1970 ideologisch motiviert. Ab 2010 wuchsen die Zahl solcher Massenmorde und die Zahl rechtsextremer Täter. Dagegen hatte die Zahl linksextremer Morde schon seit 1980 stark abgenommen. Rechtsextreme verübten im Jahr 2022 alle zwölf politisch motivierten Massenmorde in den USA und töteten dabei mindestens 25 Menschen, fast alle mit Schusswaffen. Hauptmotiv war die Ideologie des Akzelerationismus. Zudem fand man im April 2022 zwölf oder mehr Leichenreste auf einem Gelände in Oklahoma, das einem führenden Mitglied der neonazistischen Gefängnisgruppe Universal Aryan Brotherhood gehört.

## Weiterführende Informationen